# Умершие в феврале 2016 года
Это список известных людей, соответствующих установленным критериям значимости (см. Википедия:Критерии значимости персоналий), умерших в феврале 2016 года.
Причина смерти указывается лишь в исключительных случаях (убийство, самоубийство, гибель в результате военных действий, смертная казнь, ДТП или несчастные случаи). В остальных случаях — не указывается.

## 29 февраля

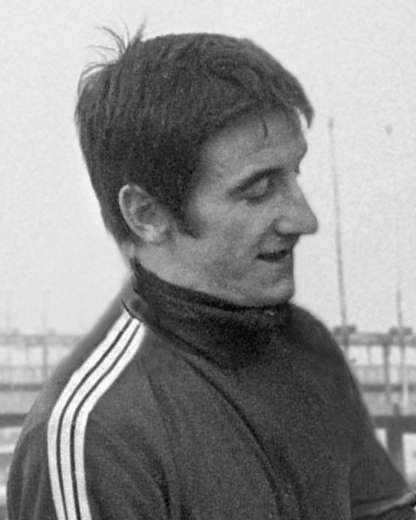
Йоханнес Лёр

- Арлен, Эллис (75) — американский сценарист номинант на премию «Оскар» («Силквуд») (1984)[1].
- Ворт, Дин Стодард (88) — американский лингвист и литературовед, иностранный член Российской академии наук (1994)[2].
- Дерамас, Венн (47)[значимость?] — филиппинский режиссёр и сценарист[3].
- Кадри, Мумтаз — телохранитель и убийца губернатора Пенджаба Салмана Тасира (повешен)[4].
- Лёр, Йоханнес (73) — немецкий футболист, нападающий, чемпион Европы по футболу (1972)[5].
- Мидзобэ, Франциск Ксаверий Осаму (80) — японский католический прелат, епископ Сендая (2000—2004), епископ Такамацу (2004—2011)[6].
- Мурешан, Тибериу (92) — румынский генетик растений, иностранный член ВАСХНИЛ/РАСХН (1990—2014), иностранный член РАН (2014)[7].
- Нильссон, Йозефин (46) — шведская актриса и певица[8].
- Парра, Хосе (90) — испанский футболист, полузащитник, участник чемпионата мира по футболу 1950 года[9].
- Реннисон, Луиза (64) — британская писательница[10].
- Энгстрем, Геннадий Игоревич (66) — советский и украинский оператор («Десять негритят», «Брызги шампанского», «Ворошиловский стрелок», «Женская логика», «Варенька») и сценарист [kino-teatr.ru/kino/operator/ros/21502/bio/].

## 28 февраля

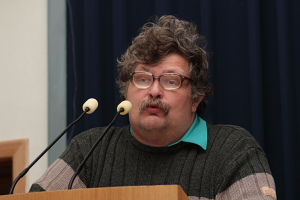
Георгий Жарков

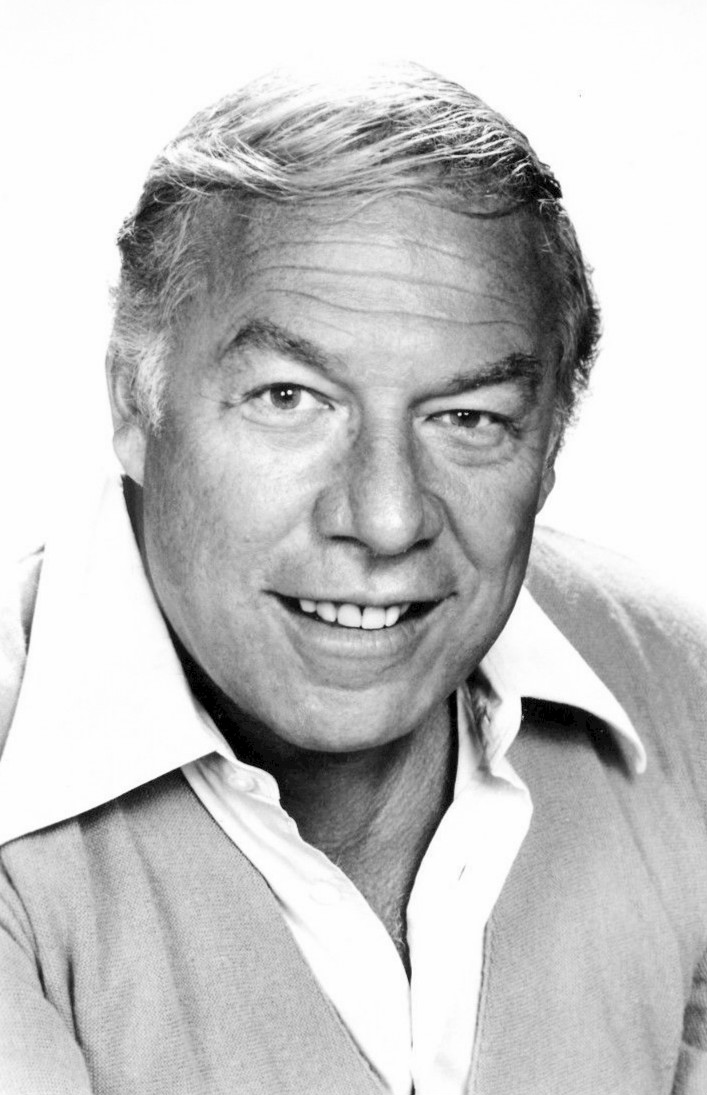
Джордж Кеннеди

- Батти, Дон (77) — австралийский композитор[11].
- Ваутерс, Лилиан (86) — бельгийская поэтесса и драматург, лауреат Гонкуровской премии за поэзию (2000)[12].
- Ганиев, Фуат Ашрафович (85) — российский татарский учёный-филолог, член-корреспондент Академии наук Республики Татарстан, заслуженный деятель науки Российской Федерации, лауреат Государственной премии в области науки и техники Республики Татарстан[13].
- Де Лобье, Патрик (81) — швейцарский католический теолог, автор трудов по социальному учению Римско-католической церкви[14].
- Жарков, Георгий Вадимович (49) — участник интеллектуальной игры «Что? Где? Когда?», член Общественной палаты Владимирской области (с 2015)[15]
- Келли, Фрэнк (77) — ирландский актёр[16].
- Кеннеди, Джордж (91) — американский актёр, лауреат премии «Оскар» (1968)[17].
- Коротких, Юрий Павлович (76) — советский футболист, вратарь, игрок донецкого «Шахтёра» (1964—1969), мастер спорта СССР[18].
- Линквист, Джек (88) — американский актёр[19].
- Санчес Сойя, Рауль (82) — чилийский футболист, игрок сборной Чили на чемпионате мира 1962 года[20].
- Сотский, Николай Николаевич (94) — советский и российский физик, доцент Тульского педагогического университета, автор учебника по физике для 10 класса[21][22].
- Энтина, Алла Константиновна (75)[значимость?] — советская и российская актриса теневого и кукольного театра и кино («Громовы», «Интерны»), лауреат конкурсов чтецов и бардов, магистр искусств[23].

## 27 февраля

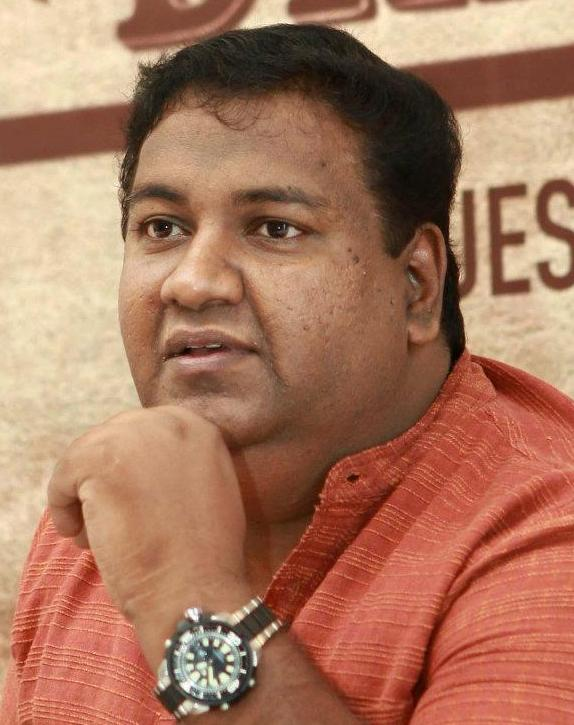
Раджеш Пиллаи

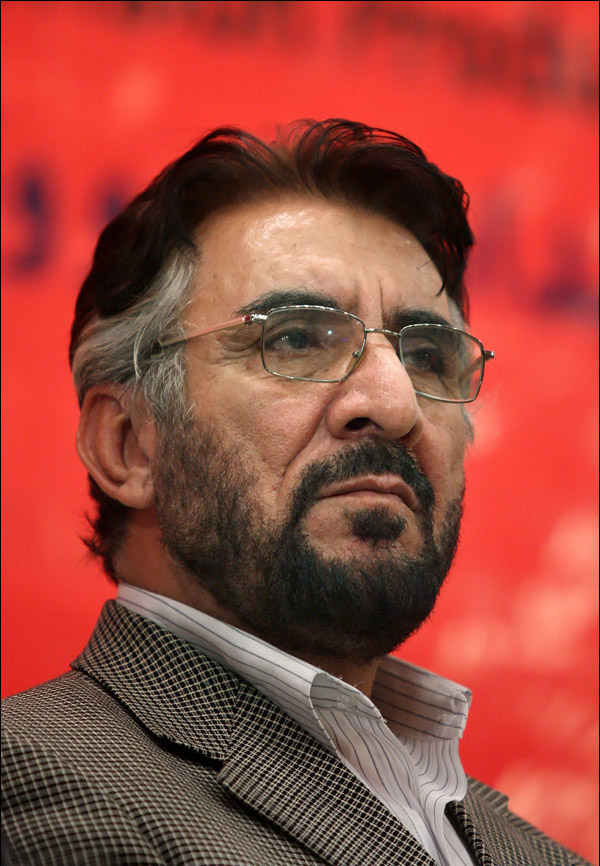
Фараджулла Салахшур

- Барсуков, Анатолий Иванович (85) — советский и российский хозяйственный деятель, генеральный директор объединения «Башавтотранс» (1976—2000), народный депутат РСФСР (1990—1993), заслуженный работник транспорта РСФСР, почётный работник транспорта России[24].
- Майкл Фергюс Боуз-Лайон, 18-й граф Стратмор и Кингхорн (58) — шотландский аристократ граф Стратмор и Кингхорн (1987—2016)[25] Архивная копия от 6 марта 2016 на Wayback Machine.
- Вирская-Котляр, Валерия Семёновна (85) — советская и украинская балерина, балетмейстер, народная артистка Украины[26].
- Динель, Реувен (59) — израильский дипломат и разведчик, генеральный директор Сионистского форума (2000—2002)[27].
- Зелепухин, Александр Григорьевич (78) — советский и российский государственный деятель, народный депутат РСФСР (1990—1993), первый заместитель главы администрации (губернатора) Оренбургской области (2000—2001), заслуженный работник сельского хозяйства Российской Федерации (1994)[28].
- Китано, Юсю (85) — японский борец вольного стиля, серебряный призёр летних Олимпийских игр в Хельсинки (1952)[29].
- Краснощёков, Павел Сергеевич (80) — советский и российский математик, академик РАН (1992)[30].
- Лара, Лусио (86) — ангольский политический и государственный деятель, первый генеральный секретарь и ведущий идеолог МПЛА[31].
- Паран, Клод (93) — французский архитектор[32].
- Песчак, Вид (87) — словенский психолог и писатель[33].
- Пиллаи, Раджеш (41) — индийский кинорежиссёр[34]
- Салахшур, Фараджулла (63) — иранский актёр, режиссёр и сценарист[35].
- Сиикала, Анна-Леена[фин.] (73) — финский учёный-фольклорист, профессор Академии наук и искусств Финляндии, почетный доктор Удмуртского государственного университета[36].
- Шоханов, Андрей Георгиевич (101) — советский партийный и государственный деятель, председатель Хмельницкого промышленного облисполкома (1983—1964)[37].

## 26 февраля

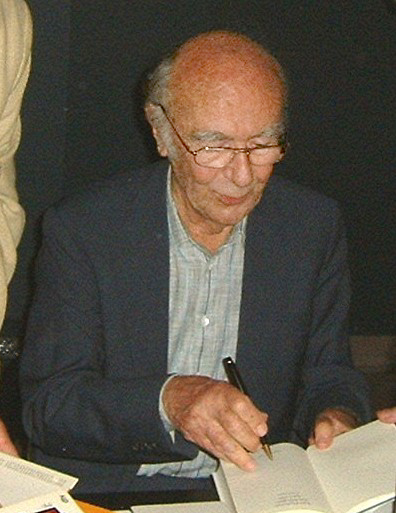
Карл Дедециус

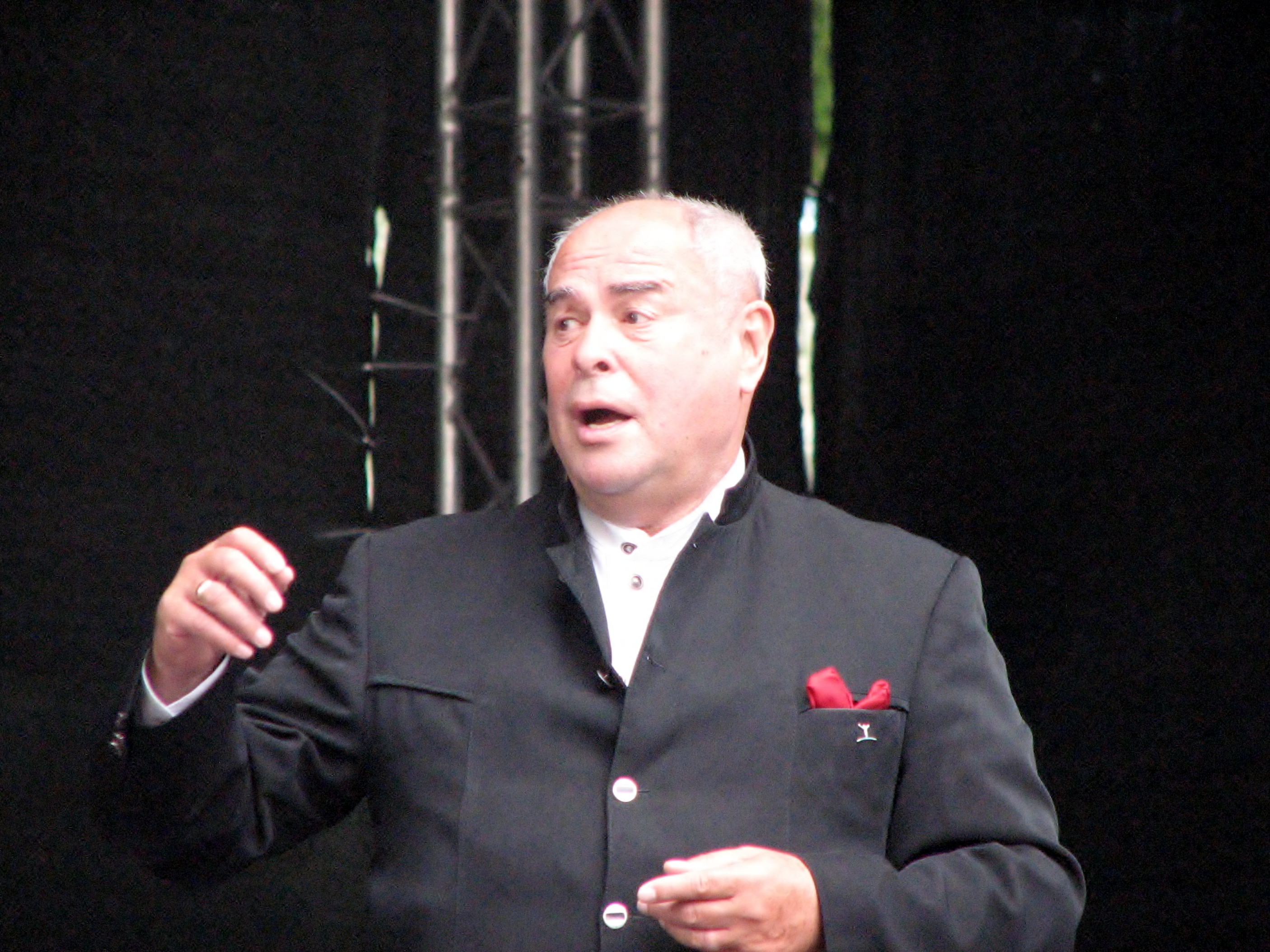
Эри Клас

- Батгейт, Энди (83) — канадский хоккеист («Нью-Йорк Рейнджерс», «Торонто Мейпл Лифс», «Детройт Ред Уингз»), член Зала хоккейной славы НХЛ, обладатель «Харт Трофи» (1959)[38].
- Буй, Йозеф (81) —  бельгийский шахматист, международный мастер (1973)[39].
- Гетти, Дональд (82) — канадский государственный деятель, премьер-министр провинции Альберта (1985—1992)[40].
- Гиббс, Энтони (90) — британский монтажёр[41][42].
- Дедециус, Карл (94) — немецкий филолог-славист, переводчик русской и польской литературы[43].
- Дорда, Нина Ильинична (91) — советская эстрадная певица, заслуженная артистка Российской Федерации (1995)[44].
- Клас, Эри (76) — советский и эстонский дирижёр и педагог, народный артист СССР (1986)[45].
- Макаров, Сергей Александрович (60) — советский и российский архитектор, заслуженный архитектор Российской Федерации[46].
- Наиф Заид, Умар (52) — лидер группировки «Народный фронт освобождения Палестины»; убит[47].
- Рахимов, Турсунгазы (65) — казахстанский певец и композитор, заслуженный деятель культуры Казахстана[48].

## 25 февраля

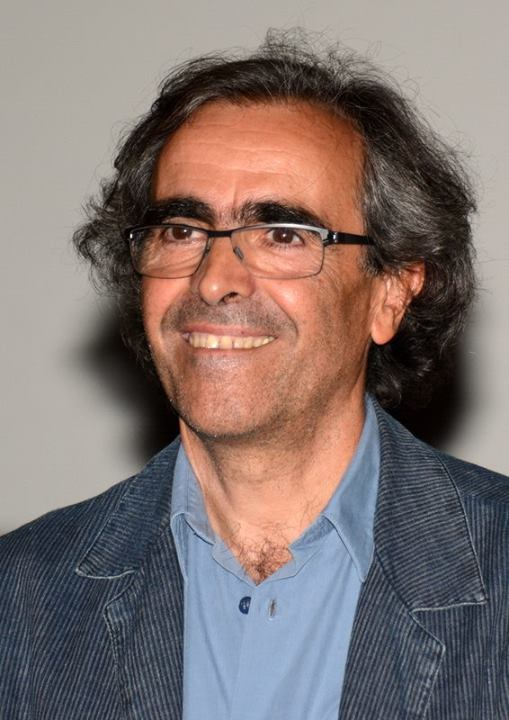
Франсуа Дюпейрон

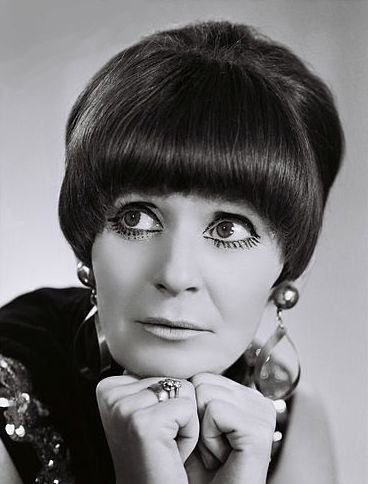
Ирен Пшота

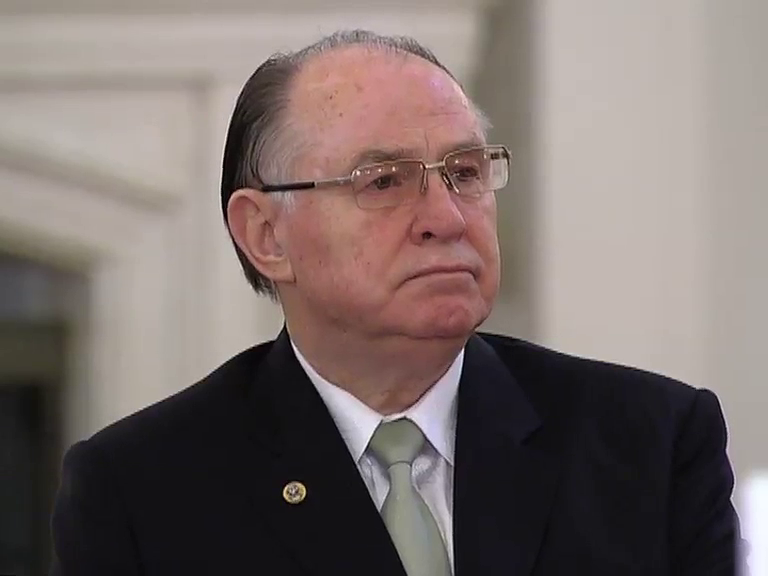
Михаил Титаренко

- Бёртон, Тони (78) — американский актёр[49][50].
- Гулиева, Ильхама Мазахир кызы (72) — азербайджанская певица, народная артистка Азербайджана (1998), народная артистка Дагестана (2008)[51].
- Дюпейрон, Франсуа (65) — французский режиссёр и сценарист[52].
- Еремеев, Пётр Алексеевич (Буутур Байды)[значимость?] — советский и российский якутский поэт и журналист[53].
- Кларк, Джим (84) — британский монтажёр, лауреат премии «Оскар» за лучший монтаж (1985)[54][55].
- Мельников, Владимир Николаевич (71) — советский и российский тренер по биатлону, заслуженный тренер России[56].
- Мюллер, Отто-Вернер (89) — немецкий дирижёр[57].
- Обрусник, Валентин Петрович (81) — советский и российский учёный в области электротехники, заслуженный деятель науки и техники Российской Федерации (1993)[58].
- Пшота, Ирен (86) — венгерская актриса[59][60].
- Рёрль, Карл (74) — австрийский шахматист[61].
- Сметана, Зденек (90) — чешский режиссёр, сценарист, художник-аниматор, иллюстратор («Кржемелик и Вахмурка», «Стремянка и Макаронина»)[62].
- Соколов, Олег Михайлович (78) — советский и российский дипломат, Чрезвычайный и Полномочный Посол СССР в Республике Филиппины (1987—1990), СССР и России — в Республике Корея (1990—1992), постоянный представитель Российской Федерации при международных организациях в Вене (1995—1999)[63].
- Титаренко, Михаил Леонтьевич (81) — советский и российский востоковед, директор Института Дальнего Востока РАН (1985—2015), академик РАН (2003), заслуженный деятель науки Российской Федерации (1995)[64].
- Хабиб-ур-Рехман (85) — пакистанский актёр, лауреат национальных премий[65].
- Чилтон, Джон (83) — британский музыкант и писатель, лауреат премии «Грэмми» (1983)[66].

## 24 февраля

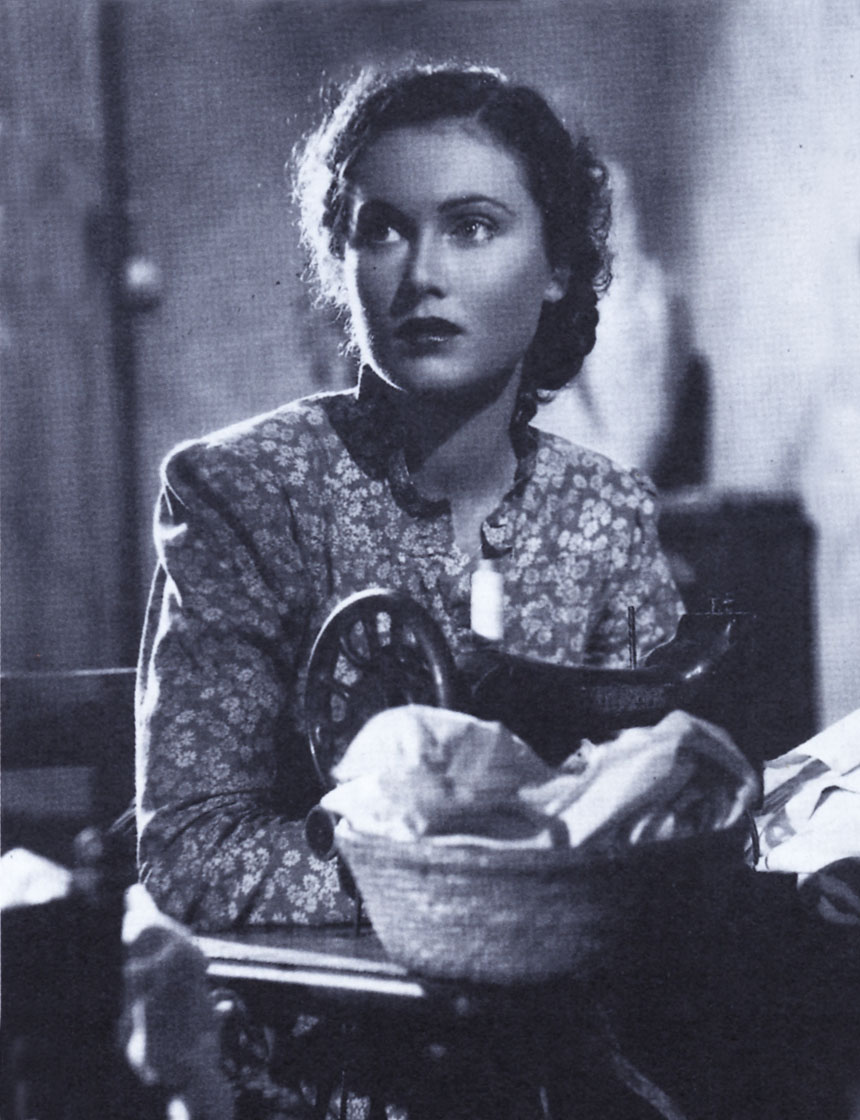
Адриана Бенетти

- Бенетти, Адриана (96) — итальянская актриса[67].
- Гичкин, Геннадий Павлович (74) — советский и российский военачальник, начальник связи Вооружённых Сил — заместитель начальника Генерального штаба Вооружённых Сил РФ (1992—1997), генерал-полковник в отставке[68],
- Ди Оливейра, Эрнесту Нугейра (94) — португальский футболист, игравший на позиции вратаря, выступавший за лиссабонский  Атлетико (футбольный клуб, Лиссабон) [69] Архивная копия от 22 октября 2016 на Wayback Machine.
- Иванова, Нина Ивановна (82) — передовик советской деревообрабатывающей промышленности в Чувашской АССР, Герой Социалистического Труда (1971)[70].
- Ириондо, Рафаэль (97) — баскский футболист и тренер, известный по выступлениям за клуб «Атлетик» Бильбао (1940—1953)[71].
- Камара, Карлос (82) — мексиканский актёр («Богатые тоже плачут», «Разлучённые», «Истинная любовь»)[72]
- Кориа, Мигель (78) — испанский композитор[73].
- Кенилореа, Питер (72) — государственный деятель Соломоновых Островов, премьер-министр (1978—1981, 1984—1986)[74].
- Лоу, Колин (89) — канадский режиссёр и продюсер документальных фильмов, лауреат премии BAFTA (1961)[75][76].
- Рассихин, Сергей Иванович (54) — советский белорусский футболист, выступавший за брестское (1982—1983, 1985—1988 и 1990—1991) и минское (1989) «Динамо»[77],
- Соколов, Йордан (83) — болгарский политический деятель, председатель Народного собрания Болгарии (1997—2001)[78].

## 23 февраля

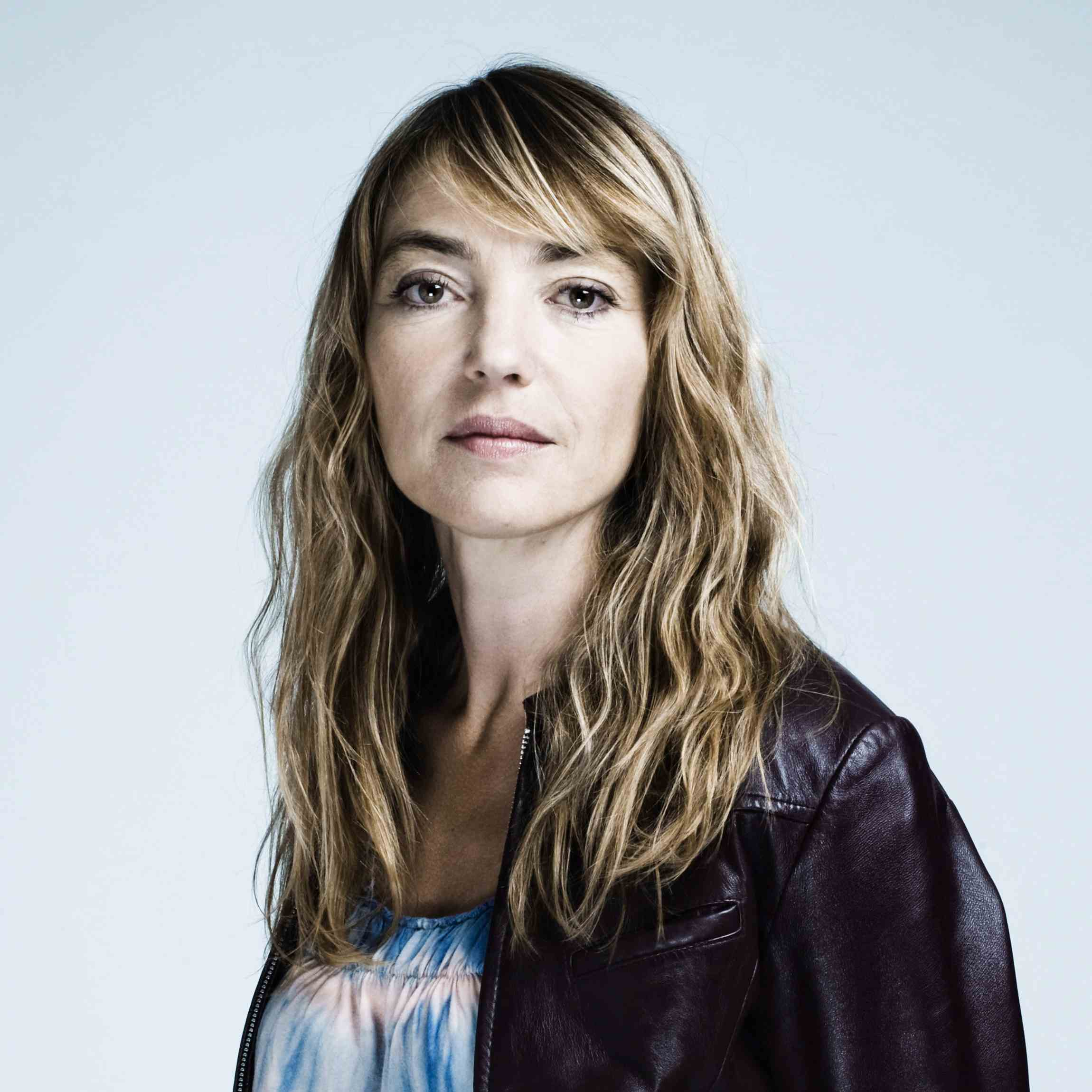
Валери Гиньябоде

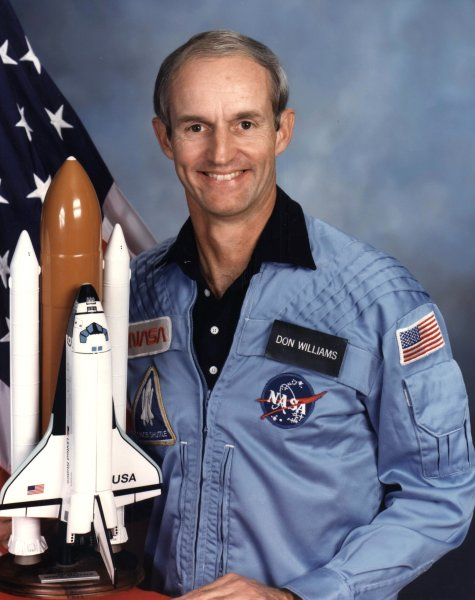
Дональд Уильямс

- Верзилин, Михаил Михайлович (59)[значимость?] — председатель правления Всероссийского добровольного пожарного общества (2011—2016), генерал-лейтенант[79].
- Гиньябоде, Валери (50) — французский режиссёр и сценарист[80].
- Кастро, Рамон (91) — старший брат Фиделя и Рауля Кастро, а также одна из ключевых фигур Кубинской революции[81].
- Мальдонадо, Кармен (52) — мексиканская актриса; остановка сердца[82]
- Мачадо, Луис Альберто (84) — венесуэльский государственный деятель, министр интеллектуального развития (1979—1984)[83]
- Мёрфи, Джонни (72) — ирландский музыкант и актёр («На запад»)[84].
- Молисейл, Хаво (53) — государственный деятель Вануату, министр иностранных дел (2015—2016)[85].
- Орнелаш Камашу, Жайме (95) — португальский государственный деятель президент правительства Мадейры (1976—1978)[86].
- Поконин, Владимир Александрович (61) — советский футболист, выступавший в составе одесского «Черноморца» (1982—1985) (тело найдено в этот день)[87].
- Скоморохов, Евгений Андреевич (77) — советский и российский тренер по хоккею с мячом, заслуженный деятель физической культуры и спорта[88].
- Уильямс, Дональд Эдвард (74) — полковник ВМС США, астронавт НАСА[89]

## 22 февраля

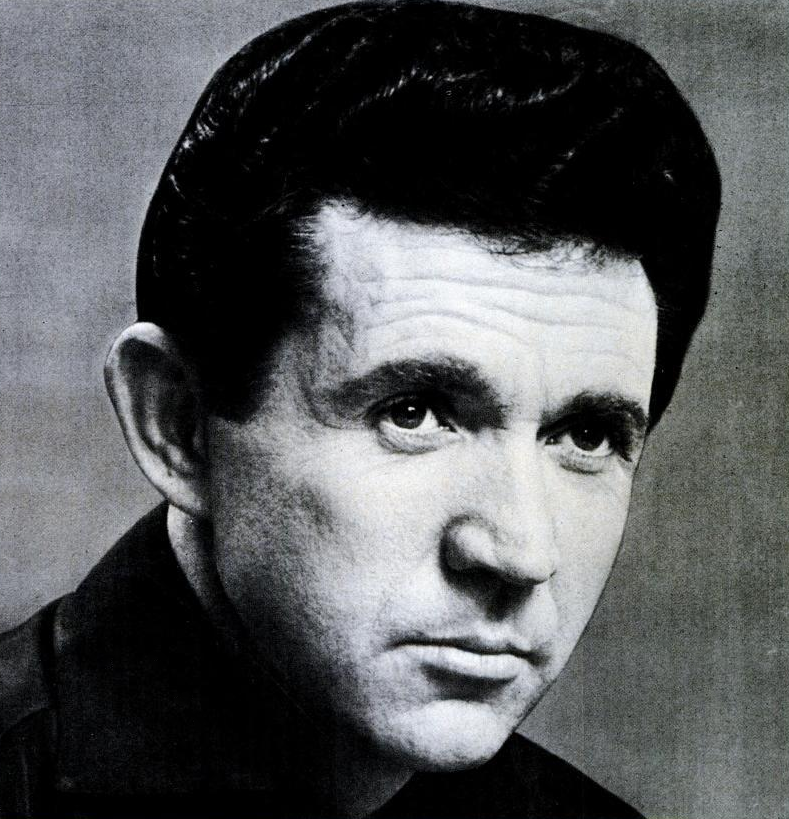
Сонни Джеймс

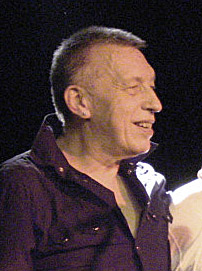
Ханс Рефферт

- Аникович, Всеволод Иванович (90) — советский и российский военный и культурный деятель. Генерал-майор.
- Асеев, Владимир Григорьевич (85) — советский и российский психолог, доктор психологических наук, профессор, заслуженный деятель науки Российской Федерации (1996)[90].
- Балабанов, Юрий Севастьянович (78) — советский и российский дипломат, Чрезвычайный и Полномочный Посол СССР и Российской Федерации в Центральноафриканской Республике (1990—1995)[91].
- Джеймс, Сонни (86) — американский певец и автор песен в стиле кантри[92].
- Збарский, Лев Борисович (84) — советский и американский художник, график[93].
- Кларк Уэсли (88) — американский компьютерный инженер, создатель TX-2 один из создателей микрокомпьютера LINC[англ.][94].
- Корси, Кристиана (39) — итальянская тхэквондистка, чемпионка (2002) и двукратный призёр (2004 и 2008) европейских первенств[95].
- Рефферт, Ханс (69) — немецкий музыкант и композитор[96].
- Ованнисян, Петрос Ованесович (71) — армянский историк, заслуженный педагог республики Армения[источник не указан 3453 дня].
- Слокомб, Дуглас (103) — британский кинооператор[97].

## 21 февраля

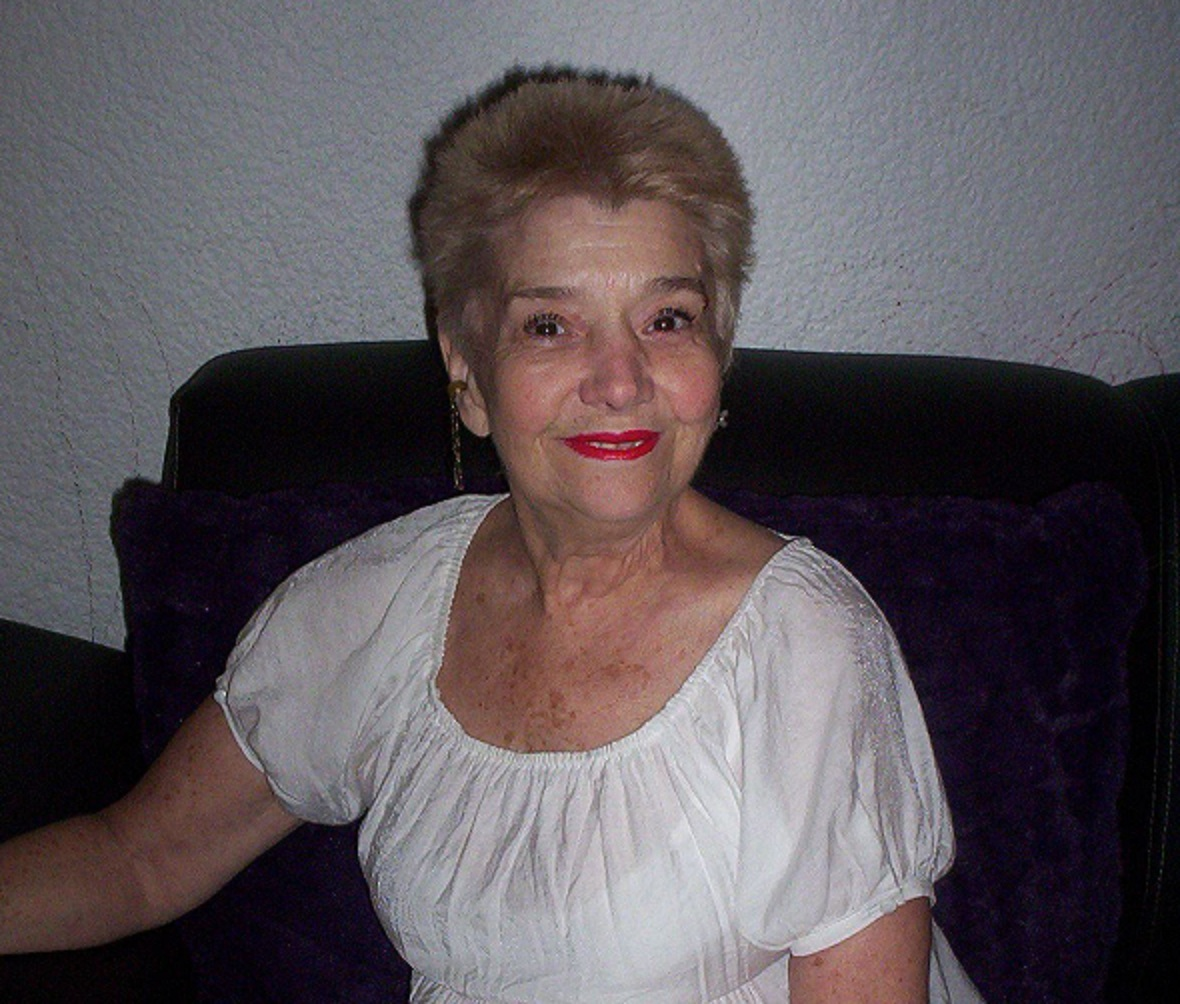
Мария Луиза Алькала

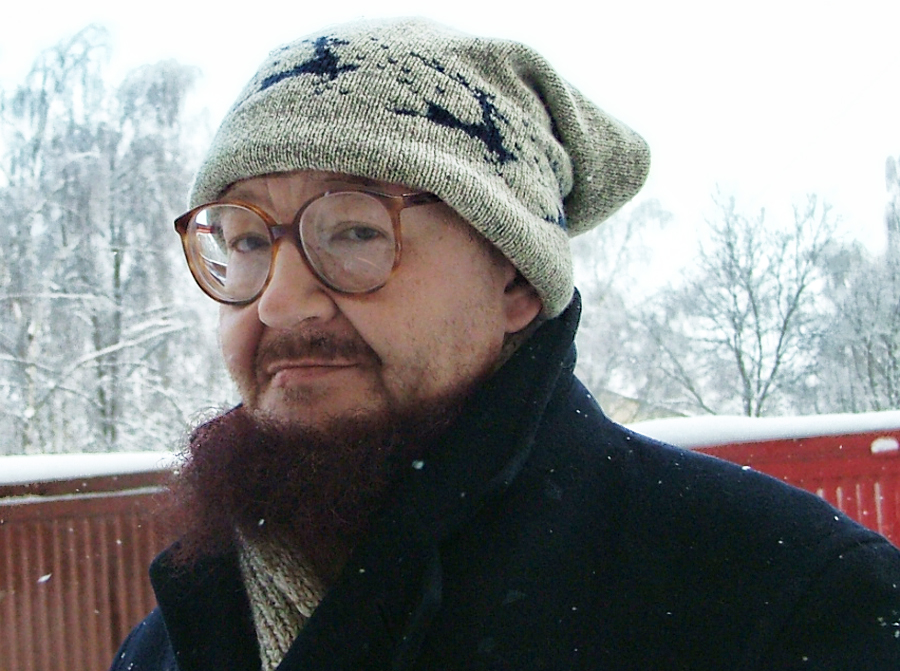
Мирослав Немиров

- Алькала, Мария Луиза (72) — мексиканская актриса («Узурпаторша», «Мачеха»)[98].
- Бар, Маргарета фон (94) — финская балерина шведского происхождения; с 1946 по 1964 годы — прима-балерина Финского национального балета, киноактриса, хореограф, педагог[99].
- Бентою, Паскал (88) — румынский композитор[100].
- Браун, Эрик (97) — британский лётчик-испытатель[101].
- Грудзиньский, Пётр (40) — польский гитарист (Riverside)[102].
- Завьялов, Герман Николаевич (79) — советский и российский художник, заслуженный художник России[103].
- Каланиди, Нараянан (87) — индийская танцовщица[источник не указан 3447 дней].
- Мак, Артур Афанасьевич (85) — советский и российский физик, доктор физико-математических наук, профессор, научный руководитель Института лазерной физики в составе ФГУП «Научно-производственная корпорация „Государственный оптический институт им. С. И. Вавилова“», заслуженный деятель науки Российской Федерации (1993)[104].
- Немиров, Мирослав Маратович (54) — русский поэт, прозаик, эссеист, деятель актуального искусства[105].
- Оуэн, Дон (84) — канадский режиссёр, лауреат Берлинскоо кинофестиваля (1966)[106][107].
- Рохас, Альберто (72) — мексиканский актёр[108]
- Троицкий, Олег Николаевич (87) — советский и российский врач и организатор здравоохранения, заведующий Читинским областным отделом здравоохранения (1968—1988), заслуженный врач РСФСР (1967), почётный гражданин Читинской области (1997)[109].
- Роджер Чорли, 2-й барон Чорли (85) — барон Чорли (1978—2016)[110],
- Щуко, Татьяна Владимировна (81) — советская и российская актриса театра и кино, народная артистка РСФСР (1986)[111].

## 20 февраля

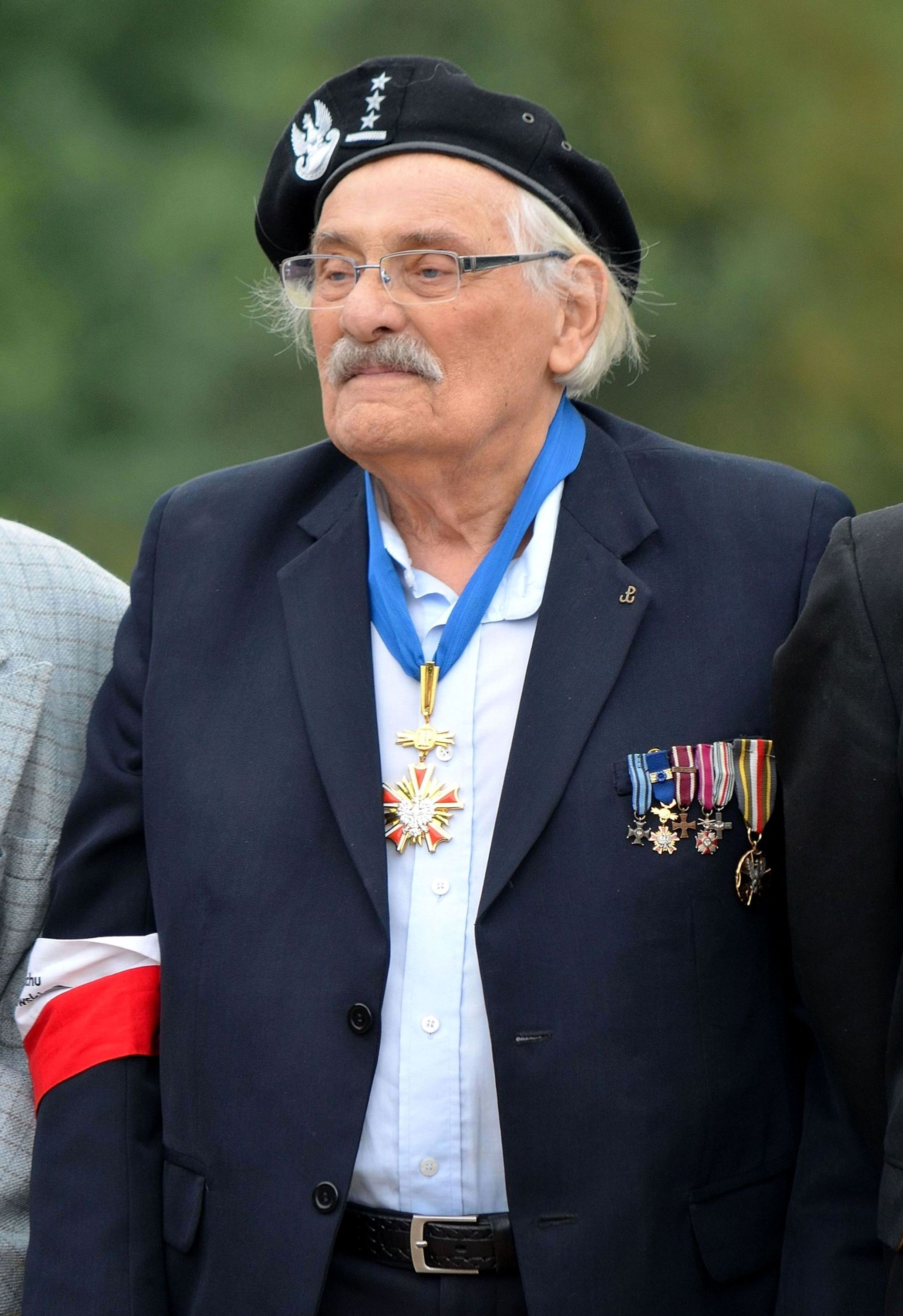
Самуэль Вилленберг

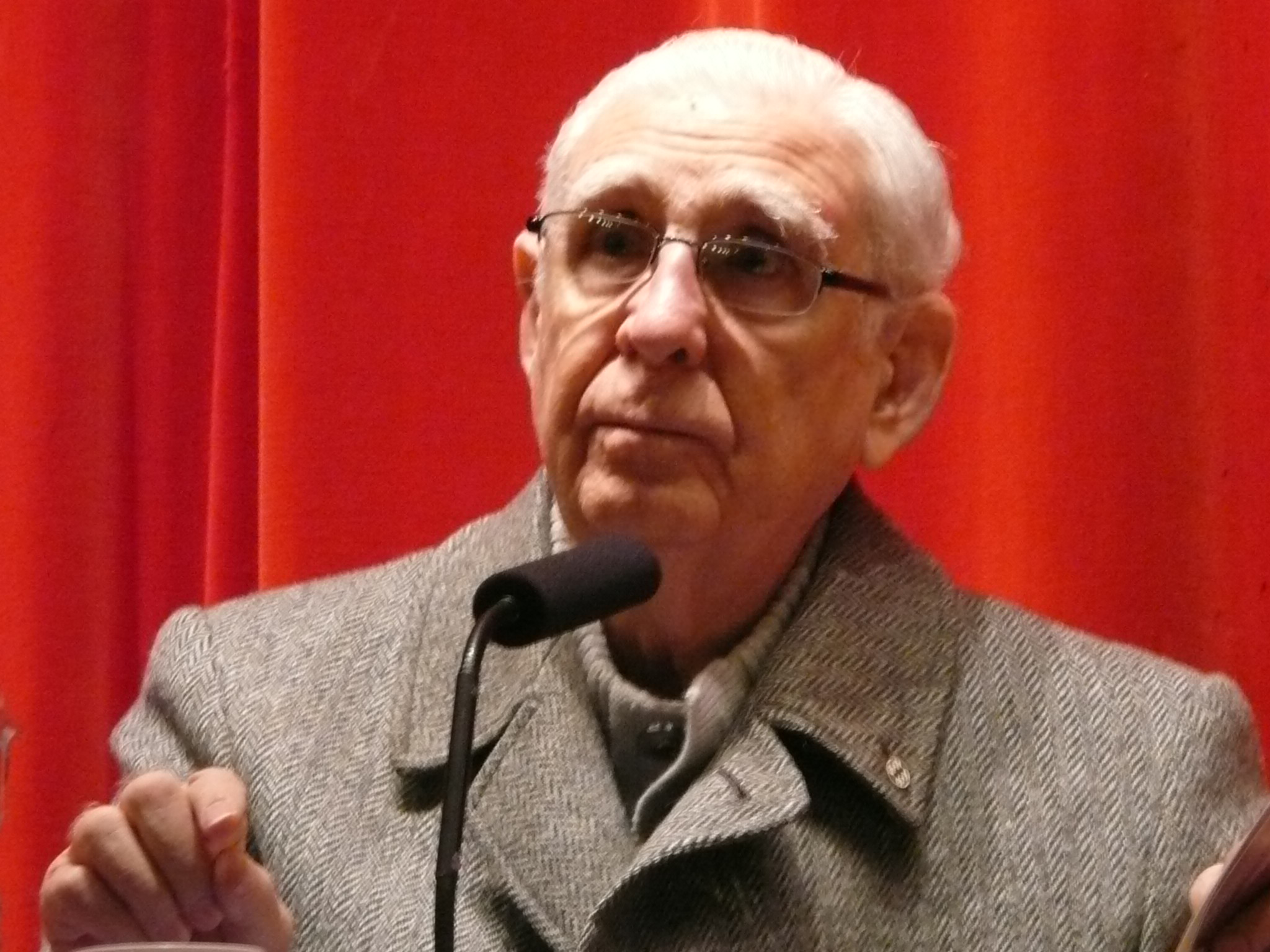
Фернандо Карденаль

- Валенте, Рени (88) — американский продюсер, лауреат премии «Тони» (2001)[112].
- Вилленберг, Самуэль (93) — израильский скульптор, последний остававшийся в живых участник восстания в лагере смерти Треблинка[113].
- Йосу, Нандо (76) — испанский футболист и тренер («Расинг»)[114].
- Камара, Элдер (79) — бразильский шахматист, международный мастер (1972)[115].
- Карденаль, Фернандо (82) — никарагуанский революционер и иезуитский священник, министр образования Никарагуа (1984—1990)[116].
- Ким Сон Джип (97) — южнокорейский тяжелоатлет, двукратный призёр Олимпийских игр: в Лондоне (1948) и в Хельсинки (1952)[117].
- Муджич, Мухамед (83) — югославский футболист, серебряный призёр летних Олимпийских игр (1956)[118].
- Ораз, Нургожа (83) — советский и казахстанский поэт писатель и публицист, заслуженный деятель Республики Казахстан[119].
- Се Цзялинь (96) — китайский физик, действительный член Академии наук КНР, лауреат государственной премии КНР в области науки и техники высшей степени (2011)[120].
- Тимофеев, Анатолий Григорьевич (59) — советский хоккеист и российский тренер по хоккею, главный тренер челябинского «Трактора» (1999—2001 и 2003—2005), заслуженный тренер России[121].
- Тимофеев (Вутлан), Иван Дмитриевич (75) — советский и российский чувашский писатель[122].
- Хансен, Ове Вернер (83) — датский актёр и оперный певец[123][124].

## 19 февраля

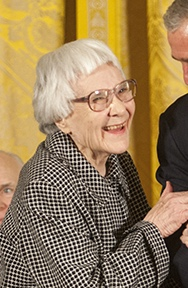
Харпер Ли

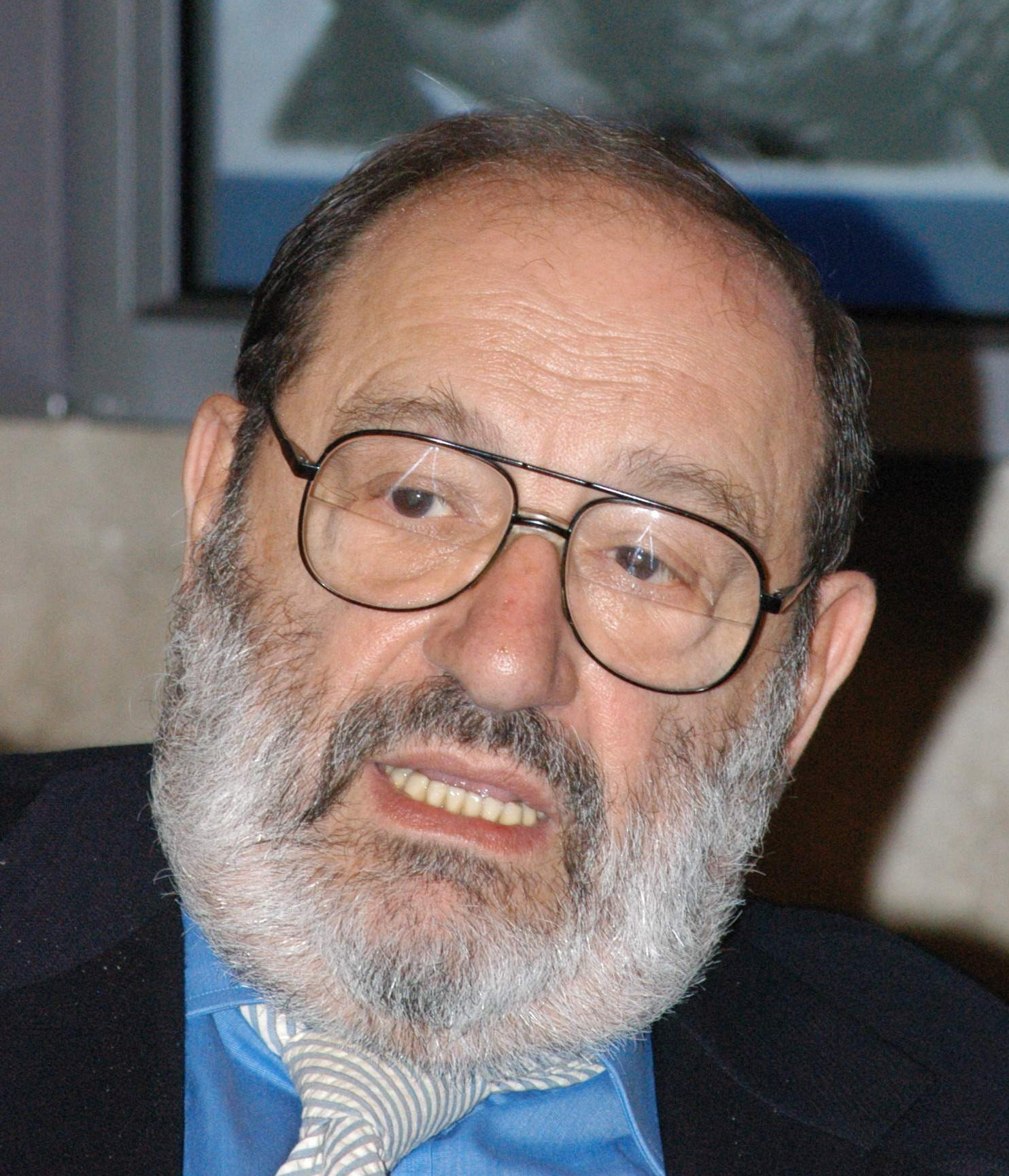
Умберто Эко

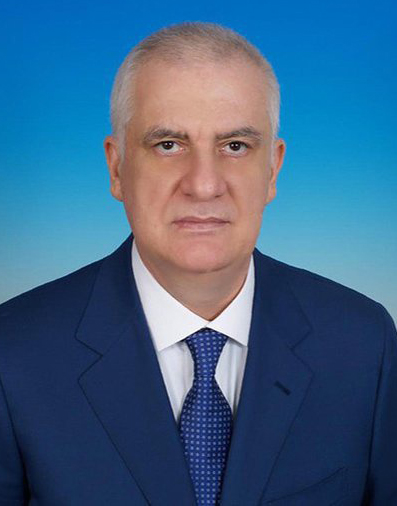
Тамерлан Агузаров

- Агузаров, Тамерлан Кимович (52) — российский государственный деятель, глава Республики Северная Осетия-Алания (с 2015 года)[125].
- Ви Сабверса (80) — британская певица и музыкант, основатель группы Poison Girls[126].
- Гарбер, Йоси (82) — израильский актёр театра («Камери») и кино[127].
- Гудвин, Фредди (82) — британский футболист и футбольный тренер[128].
- Добрев, Илия (74) — болгарский актёр театра и кино[129].
- Евсеева, Рената (33) — казахстанская художница[130].
- Ли, Харпер (89) — американская писательница, автор романа «Убить пересмешника»[131].
- Эко, Умберто (84) — итальянский учёный, философ, историк-медиевист, специалист по семиотике, литературный критик, писатель[132].

## 18 февраля
- Блумбергс, Илмар (72) — латвийский художник, заслуженный деятель искусств Латвийской ССР[133],
- Гярдушян, Григорий Карапетович (61) — российский режиссёр, сценарист, продюсер и актёр[134]
- Пантелидис, Пантелис (32) — греческий поп-певец и автор песен; погиб в автокатастрофе[135].
- Райола, Анджела (55) — американская актриса[136].
- Сторожаков, Геннадий Иванович (76) — советский и российский терапевт и клиницист, академик РАН (2013; академик РАМН с 2005), лауреат премии Правительства Российской Федерации в области науки и техники (2002)[137].
- Ферре, Росарио (77) — пуэрто-риканская писательница и поэтесса, журналист[138].
- Хили, Брендан (59) — британский актёр[139].
- Цусима, Юко (68) — японская писательница[140].

## 17 февраля

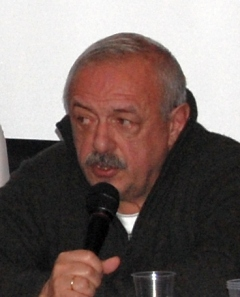
Александр Гутман

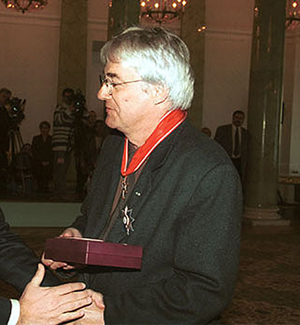
Анджей Жулавский

- Барреро, Хесус (57) — мексиканский актёр и мастер дубляжа; рак[141]
- Гутман, Александр Ильич (71) — российский кинорежиссёр и оператор[142].
- Дитюк, Владимир Аврамович (80) — советский работник сельского хозяйства, бригадир тракторной бригады совхоза «Колотунский» Астраханского района Целиноградской области, Герой Социалистического Труда (1976)[143].
- Жулавский, Анджей (75) — польский кинорежиссёр, сценарист и писатель[144].
- Каккаттил, Акбар (62) — индийский писатель[145].
- Лэнг, Арчи (95) — американский актёр[146].
- Сухий, Николай Андреевич (93) — советский партийный и государственный деятель, председатель Минского облисполкома (1975—1983), Герой Социалистического Труда (1966)[147].
- Хейкаль, Мухаммед Хасанейн (92) — египетский журналист и публицист[148].
- Чебров, Виктор Николаевич (66) — советский и российский вулканолог, директор Камчатского филиала геофизической службы РАН (с 2005 года)[149].
- Чиринос, Эдуардо (56) — перуанский поэт[150].
- Щипакин, Иван Алексеевич (92) — командир отделения отдельного батальона связи, Герой Советского Союза (1945)[151].

## 16 февраля

Бутрос Бутрос-Гали

- Агапов, Александр Михайлович (68) — российский государственный деятель и учёный в области ядерной и радиационной безопасности в атомной отрасли, доктор технических наук, профессор[152].
- Алибейли, Гюльрух (88) — азербайджанская писательница, критик, публицист и государственный деятель, министр культуры Азербайджанской ССР (1964—1965)[153].
- Бутрос-Гали, Бутрос (93) — египетский дипломат и государственный деятель, генеральный секретарь ООН (1992—1996), иностранный член РАН (1994)[154].
- Забелин, Вячеслав Юрьевич (62) — советский и российский художник-нонконформист и поэт[155].
- Костаке, Мирча (75) — румынский гандболист, двукратный чемпион мира (1961, 1964)[156].
- Манарян, Арман Христофорович (86) — армянский кинорежиссёр и сценарист, заслуженный деятель искусств Армянской ССР (1975)[157].
- Погачник, Йоже (83) — словенский режиссёр кино и телевидения, лауреат ряда кинопремий[158].
- Смирнов, Виктор Петрович (73) — советский и российский поэт, председатель Смоленского отделения Союза писателей России (1989—2013)[159].

## 15 февраля

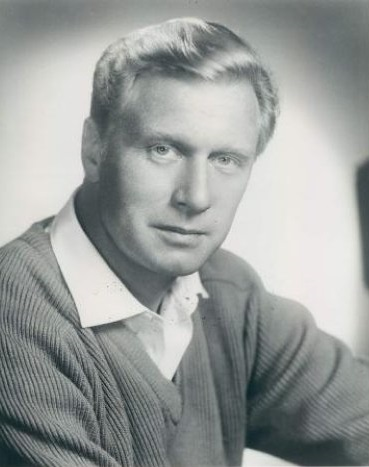
Джордж Гейнс

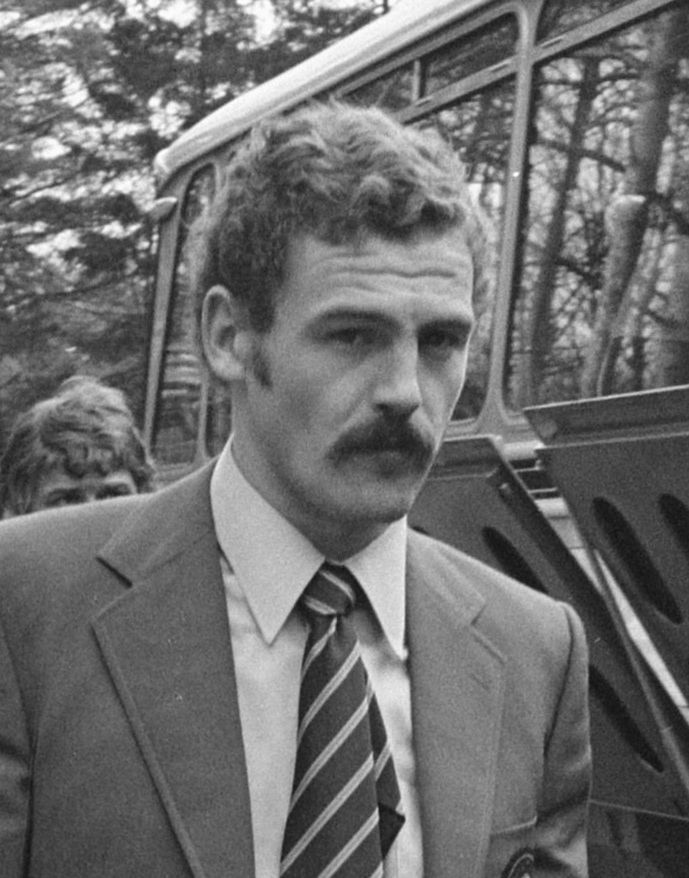
Ханс Постумус

- Баррето Менезес, Пауло (90) — бразильский государственный деятель, губернатор Сержипи (1971—197)[160].
- Вэнити (57) — америко-канадская модель, танцовщица, певица и актриса[161].
- Гейнс, Джордж (98) — американский актёр («Полицейская академия»)[162].
- Гралек, Ежи (69) — польский актёр театра, кино и телевидения[163].
- Дегтярёв, Владимир Васильевич (97) — советский конструктор-оружейник, лауреат Сталинской премии, сын Василия Дегтярёва[164].
- Крох, Ежи (91) — польский химик, ректор Лодзинского технического университета (1981—1987)[165].
- Лейн, Луис (92) — американский дирижёр[166].
- Макгоуэн, Уолтер (73) — британский боксер, чемпион мира в наилегчайшем весе по версии WBC (1966)[167].
- Мурадори, Сильва (74) — хорватская балерина и хореограф[168].
- Нокка, Пьер (99) — французский скульптор[169].
- Ояма, Сигэру (80) — мастер каратэ, основатель Ояма-каратэ, обладатель 10 дана, ученик Масутацу Оямы[170].
- Постумус, Ханс (68) — нидерландский футболист («Фейеноорд»)[171] Архивная копия от 1 марта 2016 на Wayback Machine.
- Рабье, Жан (88) — французский кинооператор[172].
- Серяков, Владимир Ефимович (82) — советский партийный, советский и российский государственный деятель, председатель Совета Министров Тувинской АССР (1984—1990)[173].
- Сытник, Виктор Петрович (76) — украинский государственный и научный деятель, доктор экономических наук, вице-премьер-министр Украины (1992), вице-президент Национальной академии аграрных наук Украины (1993—2010)[174].

## 14 февраля

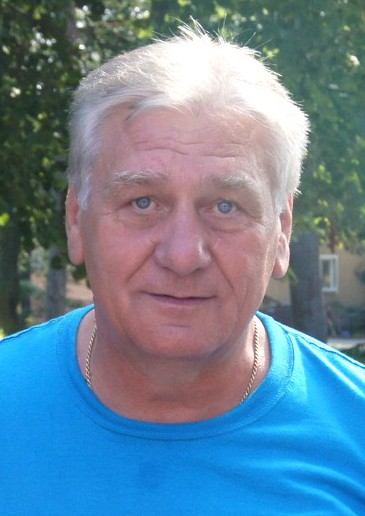
Веслав Рудковский

- Богданов, Пётр Степанович (88) — советский военный, заместитель министра внутренних дел СССР (1989—1991), генерал-лейтенант милиции в отставке[175].
- Гога, Валентин (66) — молдавский эстрадный певец, солист группы «Норок», генеральный директор «Молдова-кончерт»[176].
- Камаев, Никита Олегович (52) — российский спортивный функционер, исполнительный директор РУСАДА (2011—2015)[177].
- Касалс, Муриэл (70) — испанский экономист, государственный и общественный деятель, активистка борьбы за независимость Каталонии, председатель en:Òmnium Cultural (2010—2015)[178].
- Кудинов Илья Александрович (91) — советский и российский юрист и адвокат, председатель Астраханского областного суда (1962—1971)[179].
- Порембский, Ежи (81) — польский кинорежиссёр, киносценарист и журналист[180].
- Рудковский, Веслав (69) — польский боксёр, серебряный призёр летних Олимпийских игр в Мюнхене (1972)[181].
- Стакки, Стивен (66) — американский композитор, лауреат Пулитцеровской премии за выдающееся музыкальное произведение (2005)[182].
- Тенюшев, Иван Яковлевич (93) — основатель системы подготовки национальных журналистских кадров в Чувашии, писатель, заслуженный профессор Чувашского государственного университета им. И. Н. Ульянова[183].
- Хенли, Дрюи (75) — британский актёр[184][185].

## 13 февраля

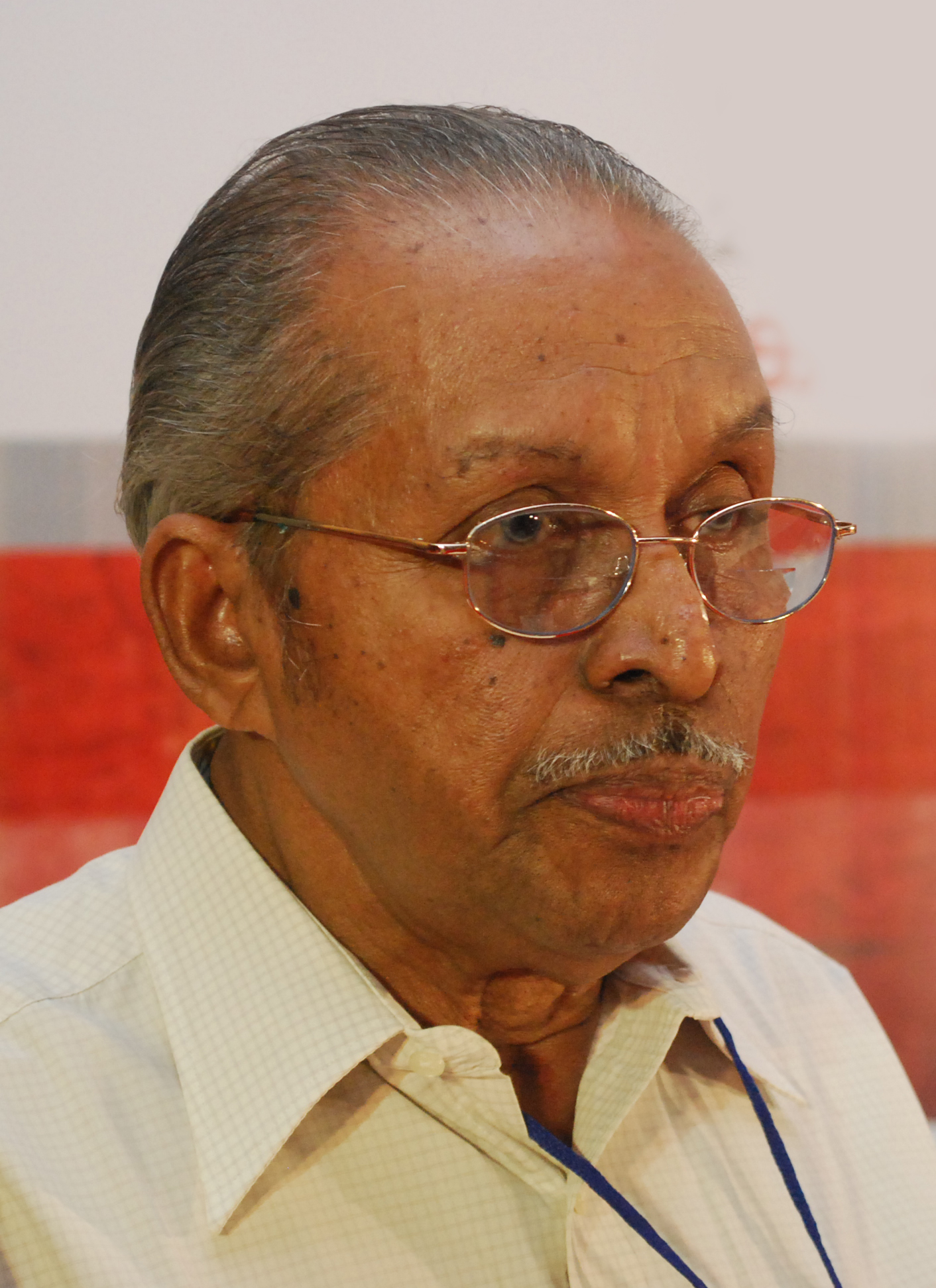
Отталакал Куруп

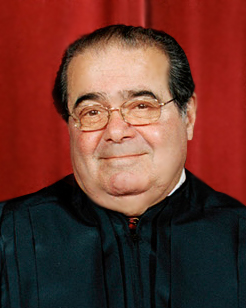
Антонин Скалиа

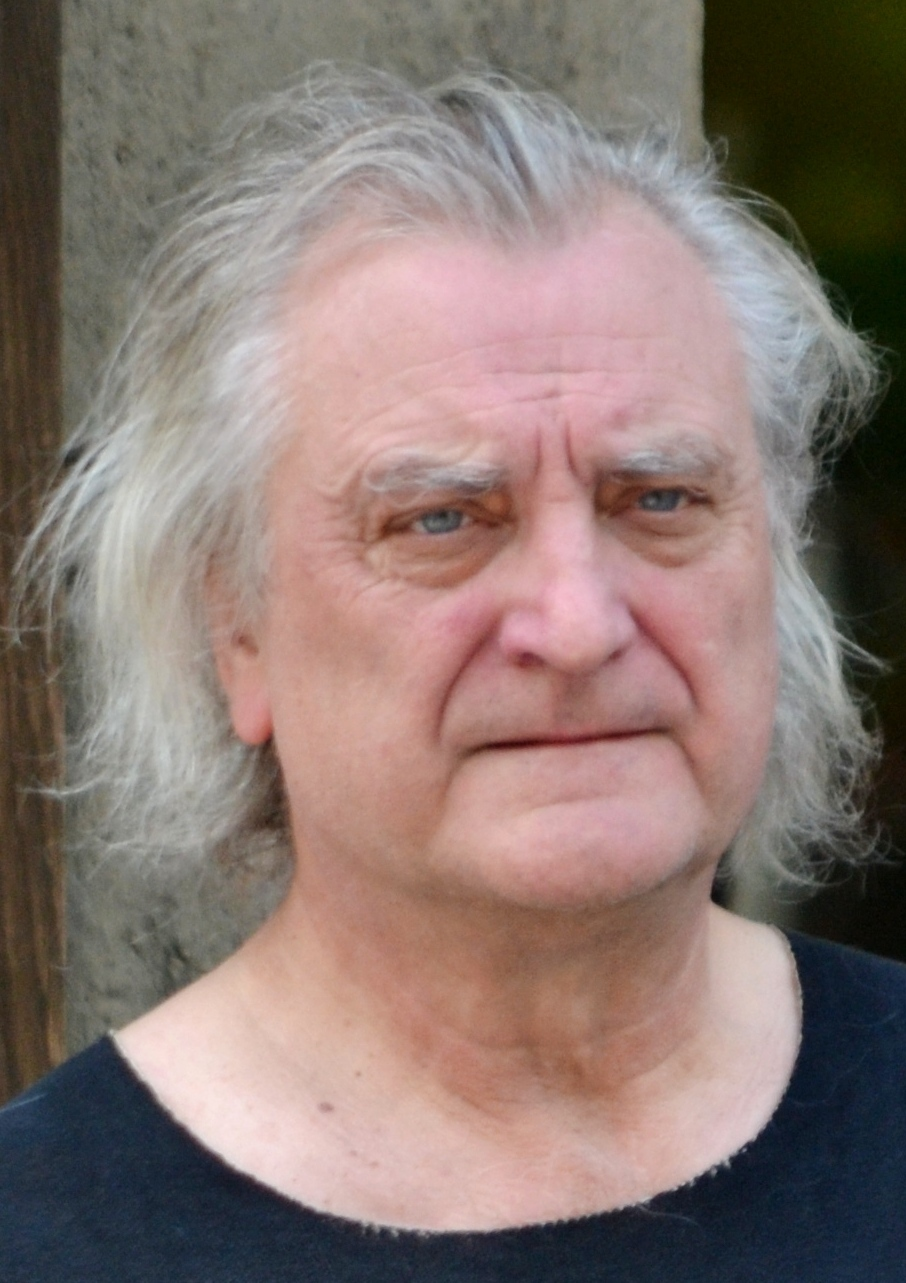
Боржек Шипек

- Барр, Ивонна (83) — английский вирусолог, соавтор открытия вируса Эпштейна — Барр[186].
- Батеха, Василий Афанасьевич (96) — советский офицер, участник Великой Отечественной войны, Герой Советского Союза (1944)[187].
- Бен-Галь, Авигдор (79) — израильский генерал, командующий Северным военным округом (1977—1981)[188].
- Вебстер Бад (63) — американский писатель-фантаст, лауреат премии «Небьюла» (2012)[189].
- Денежкин, Геннадий Алексеевич (84) — советский и российский учёный и конструктор в области проектирования реактивных систем залпового огня, Герой Социалистического Труда (1989)[190].
- Зееман, Кристофер (91) — британский математик, соавтор теоремы Сталлингса — Зеемана[191].
- Иванов, Трифон (50) — болгарский футболист, защитник сборной Болгарии (1988—1998), чемпион Болгарии (1989, 1990) в составе софийского ЦСКА[192].
- Куруп, Оттаплакал (84) — индийский поэт и переводчик русской поэзии, лауреат премии имени Джавахарлала Неру и медали Пушкина[193].
- Куртеши, Ильяз (88) — югославский государственный и партийный деятель, секретарь ЦК Союза коммунистов Косово (1983—1984)[194].
- Мак-Класки, Эдвард (86) — американский инженер, соавтор метода Куайна — Мак-Класки[195].
- Морено Валье, Рафаэль (98) — мексиканский врач и государственный деятель, министр здравоохранения (1964—1968)[196].
- Россано, Джорджо (76) — итальянский футболист, играл на позиции полузащитника, обладатель Кубка чемпионов УЕФА[197].
- Саиджонов, Ульмас (65) — узбекский музыкант, народный хафиз Узбекистана[198].
- Самородов, Борис Александрович (84) — советский спидвей-гонщик, трехкратный чемпион мира в гонках на льду; 14-кратный чемпион СССР, заслуженный мастер спорта[199].
- Сантрач, Слободан (69) — югославский футболист, нападающий, тренер[200][201].
- Северин, Сергей Евгеньевич (60) — российский химик, доктор химических наук, член-корреспондент РАМН (2002), член-корреспондент РАН (2014), лауреат премии Правительства Российской Федерации в области науки и техники (2006)[202].
- Скрипков, Яков Никифорович (97) — советский и российский живописец, народный художник РСФСР (1980)[203].
- Скалиа, Антонин Грегори (79) — член Верховного суда США (с 1986 года)[204].
- Скура, Кшиштоф (65) — польский биолог, специалист в области ихтиологии (биология и экология рыб прибрежной полосы Балтийского моря)[205].
- Шипек, Боржек[англ.] (66) — чешский архитектор и дизайнер[206].

## 12 февраля

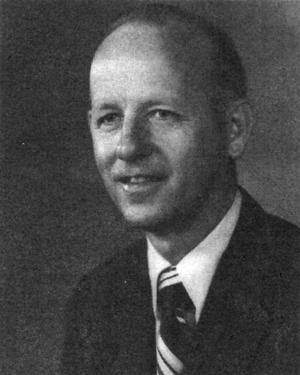
Роберт Фролк

- Беляев, Владимир Георгиевич (90) — советский дипломат, Чрезвычайный и Полномочный Посол СССР в Народной Республике Бангладеш (1984—1988)[207].
- Данич, Петр Хрисанович (90)[значимость?] — советский приднестровский поэт[208].
- Камильон, Оскар (86) — аргентинский военный и государственный деятель, министр иностранных дел (1981), министр обороны (1993—1996)[209].
- Мироманов, Борис Васильевич (70) — советский и российский тренер по лёгкой атлетике, заслуженный тренер России[210].
- Панков, Юрий Александрович (86) — советский и российский биохимик, доктор биологических наук, академик АМН СССР (1986), академик РАН (2013)[211].
- Трофимова, Марианна Казимировна (90) — российский историк, коптолог, доктор исторических наук, ведущий научный сотрудник Института Мировой культуры МГУ[212].
- Фролк, Роберт Фредерик (93) — американский бизнесмен, юрист и государственный деятель, министр армии США (1971—1973)[213].
- Янь Су (86) — китайский драматург[214].

## 11 февраля

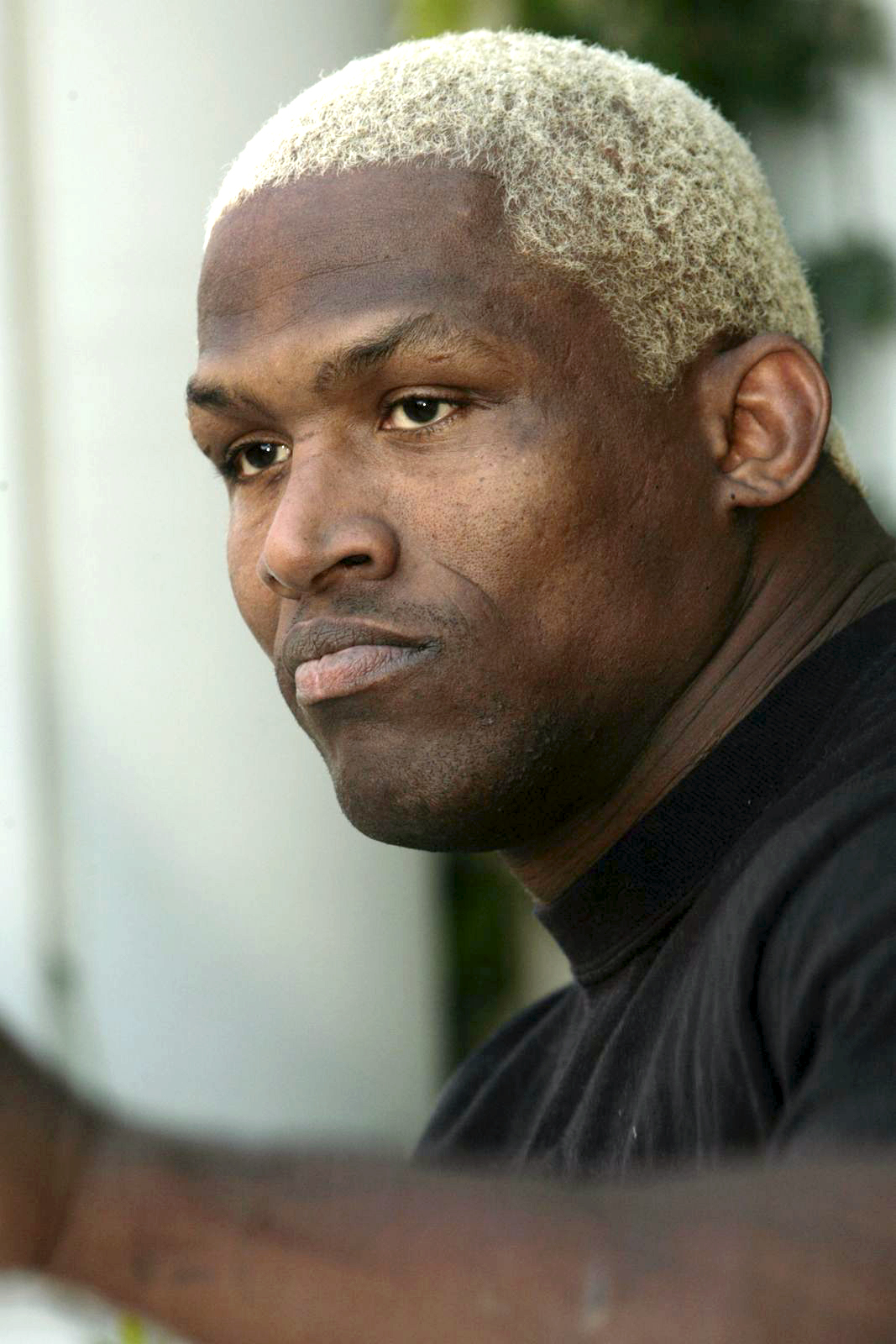
Кевин Рэндлмен

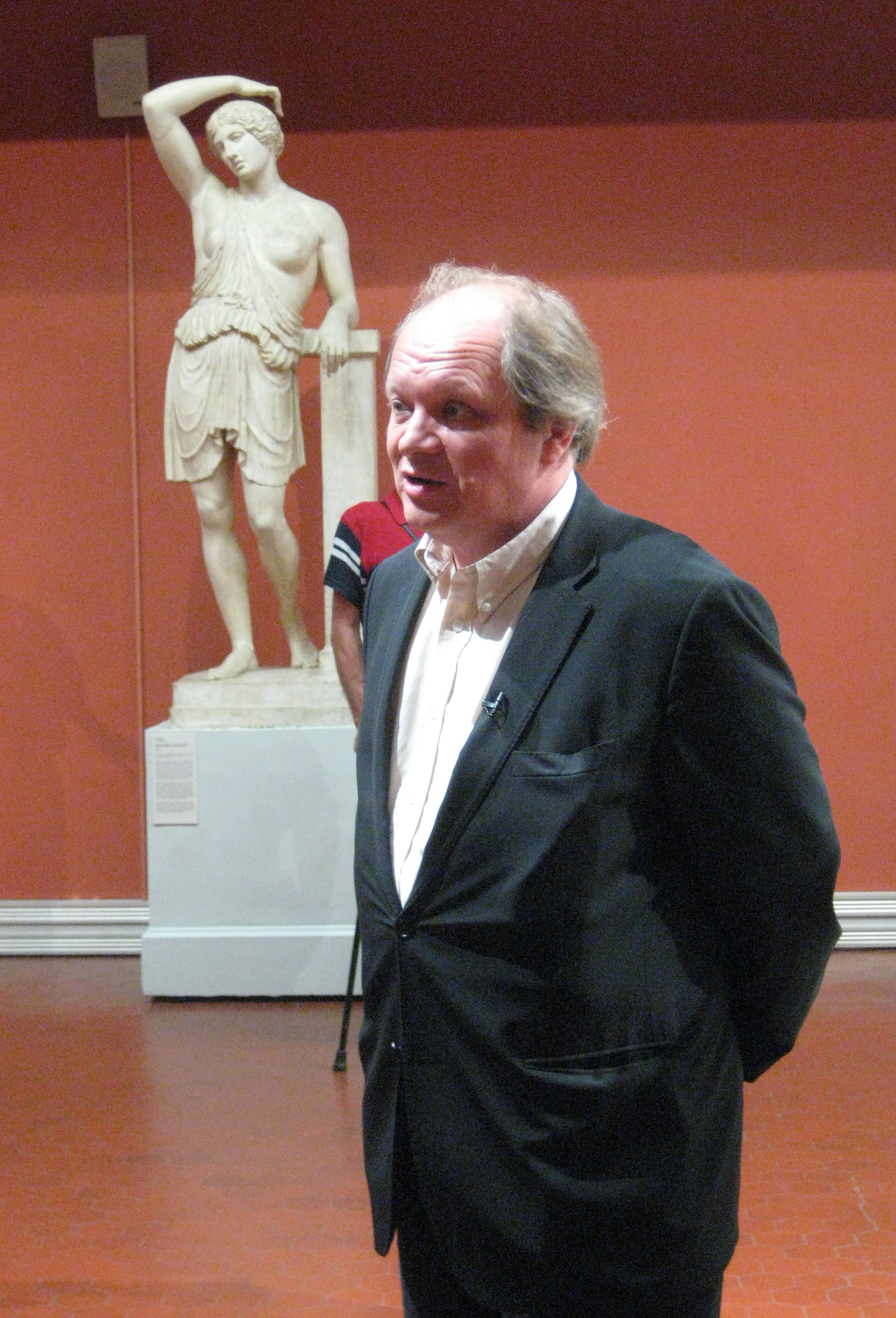
Андрей Толстой

- Айвазян, Варужан Сергеевич (57) — советский и армянский писатель, главный редактор журнала «Гарун» (с 2002 года)[215].
- Вуд, Питер (90) — британский режиссёр, лауреат премии Лоренса Оливье (1981)[216].
- Гарабедиан, Чарльз (92) — американский художник[217].
- Джунь Бунь Так (73 или 74) — южнокорейский футболист игрок национальной сборной[218].
- Елепов, Борис Степанович (73) — советский и российский учёный, доктор технических наук, профессор, директор Государственной публичной научно-технической библиотеки СО РАН (с 1980 года), заслуженный работник культуры Российской Федерации (1996)[219].
- Керемясов, Валерий (57) — российский тренер по вольной борьбе, мастер спорта СССР, заслуженный работник физической культуры Российской Федерации[220].
- Мухика, Хуан Мартин (72) — уругвайский футболист и тренер, защитник сборной Уругвая (1966—1970)[221].
- Новосёлов, Борис Васильевич (82) — советский и российский инженер-исследователь, общественный деятель, старший научный сотрудник научно- производственного комплекса ОАО «ВНИИ Сигнал» (1957—2016), доктор технических наук, заслуженный изобретатель РСФСР, заслуженный деятель науки РФ, заслуженный конструктор РФ[222].
- Рахими, Сохраб (53) — иранский поэт[223].
- Рэндлмен, Кевин (44) — американский боец смешанного стиля и борец[224].
- Толстой, Андрей Владимирович (59) — советский и российский искусствовед, директор НИИ теории и истории изобразительных искусств (с 2013 года), академик РАХ[225].
- Уильямс, Ким (68) — американский автор песен (Three Wooden Crosses)[226].
- Хэйз Уильям (49) — американский актёр[227][228].
- Шкоп, Сийма Якобовна (95) — советская и эстонская художница, иллюстратор детских книг, график и плакатист[229].

## 10 февраля

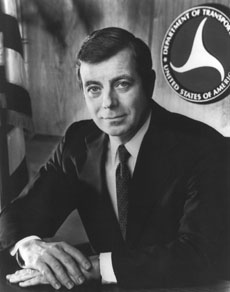
Эндрю Льюис мл.

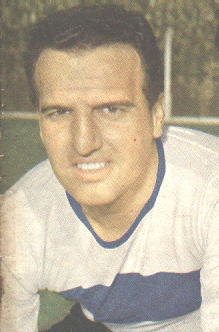
Элисео Прадо

- Байя Фатима (85) — пакистанская писательница[230].
- Бойкетт, Дэвид (81) — австралийский гребец академического стиля, бронзовый призёр летних Олимпийских игр в Мельбурне (1956)[231].
- Гартсайд, Фил (63) — британский бизнесмен и футбольный функционер, президент клуба «Болтон» (с 1999 года)[232].
- Думчев, Юрий Эдуардович (57) — советский и российский спортсмен и актёр, шестикратный чемпион СССР в метании диска и толкании ядра, чемпион Европы, заслуженный мастер спорта СССР[233].
- Ильин, Анатолий Михайлович (84) — советский футболист, тренер, нападающий московского «Спартака» и сборной СССР, заслуженный мастер спорта СССР (1957), чемпион летних Олимпийских Игр в Мельбурне (1956)[234].
- Льюис, Эндрю Линдсей (84) — американский бизнесмен и государственный деятель, министр транспорта США (1981—1983)[235].
- Маккаферти, Джон (73) — рекордсмен по длительности проживания с пересаженным сердцем (33 года)[236].
- Монджер, Адриан (83) — австралийский спортсмен, бронзовый призёр летних Олимпийских игр в Мельбурне (1956) в академической гребле.
- Прадо, Элисео (86) — аргентинский футболист, нападающий, пятикратный чемпион Аргентины в составе клуба «Ривер Плейт»[237].
- Ставер, Сергей Петрович (66)[значимость?] — советский и российский поэт[238].
- Шрётер, Гюнтер (88) — немецкий футболист и тренер, капитан сборной ГДР[239].
- Юске, Антс (60) — эстонский искусствовед, первый ректор Тартуского высшего художественного училища (2000—2004)[240].

## 9 февраля

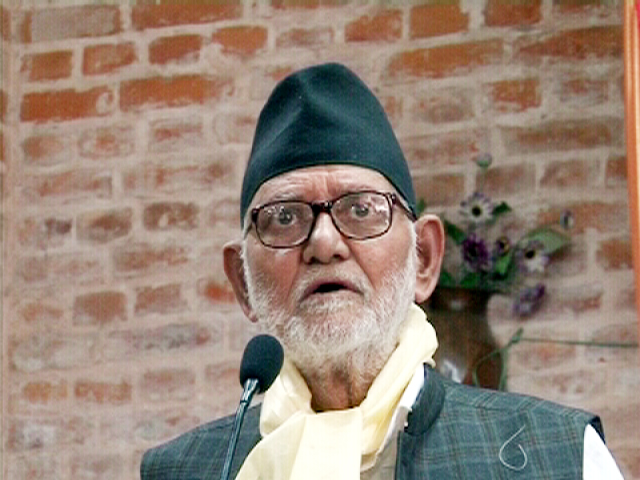
Сушил Коирала

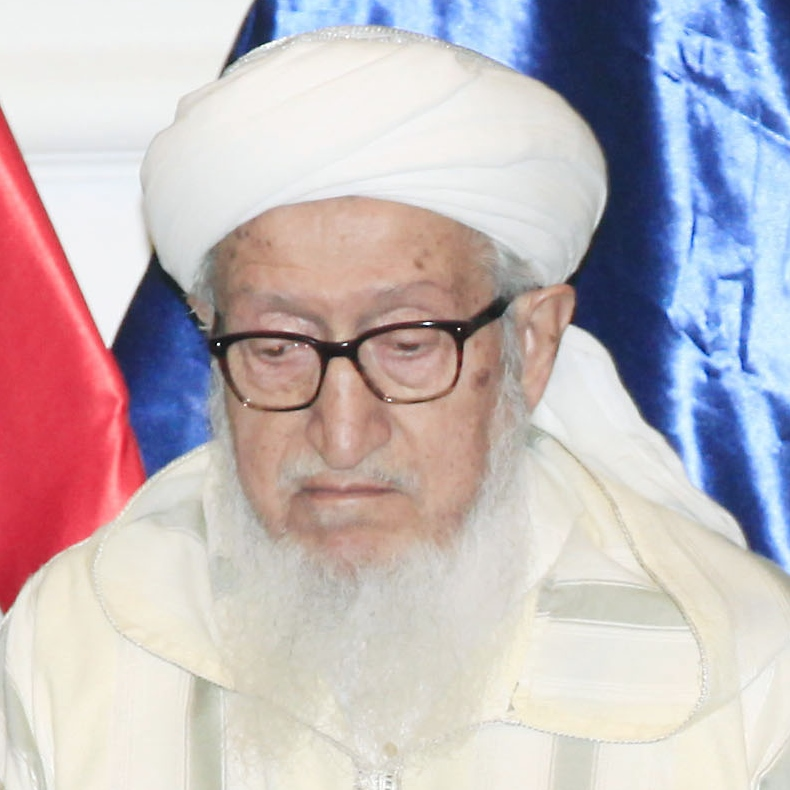
Себгатулла Моджаддеди

- Андреев, Пётр Андреевич (83) — советский и российский экономист, член-корреспондент РАН (2014; член-корреспондент РАСХН с 1995)[241].
- Коирала, Сушил (76) — непальский государственный деятель, премьер-министр Непала (2014—2015); пневмония[242].
- Кучинелла, Гаспаре (91) — итальянский актёр театра и кино[243].
- Макграт, Алетеа (96) — австралийская актриса[244].
- Мур, Грэм (74) — британский валлийский футболист, выступавший в составе лондонского «Челси» (1961—1963)[245].
- Павлов, Юрий Владимирович (65) — российский режиссёр театра и кино[246].
- Риек, Эдгар (95) — австралийский энтомолог.
- Сигал, Израиль Хаимович (77) — советский и российский математик, главный научный сотрудник Вычислительного Центра им. А.А. Дородницына РАН[247].
- Толимир, Здравко (67) — бывший заместитель командующего армией боснийских сербов, генерал армии[248].
- Торин, Дональд (81) — американский кинооператор («Офицер и джентльмен», «Успеть до полуночи», «Привычка жениться» и др.)[249].
- Ухарский, Виктор Александрович (85) — советский спортсмен-борец, тренер[250].
- ван ден Хёвел, Андре (88) — нидерландский актёр[251].
- Хэлверсон, Боб (78) — австралийский государственный деятель, спикер Палаты представителей (1996—1998)[252].

## 8 февраля

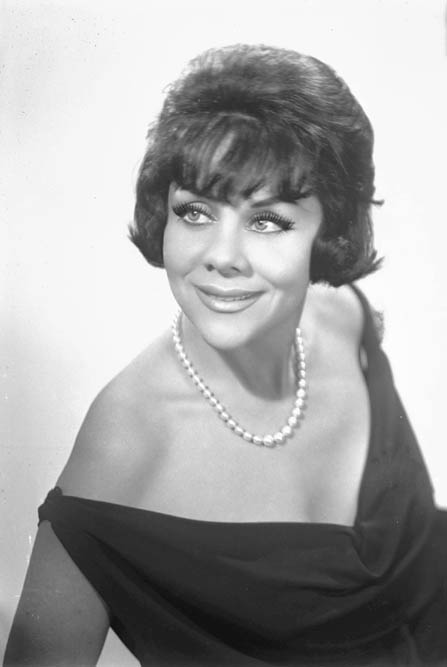
Амелия Бенсе

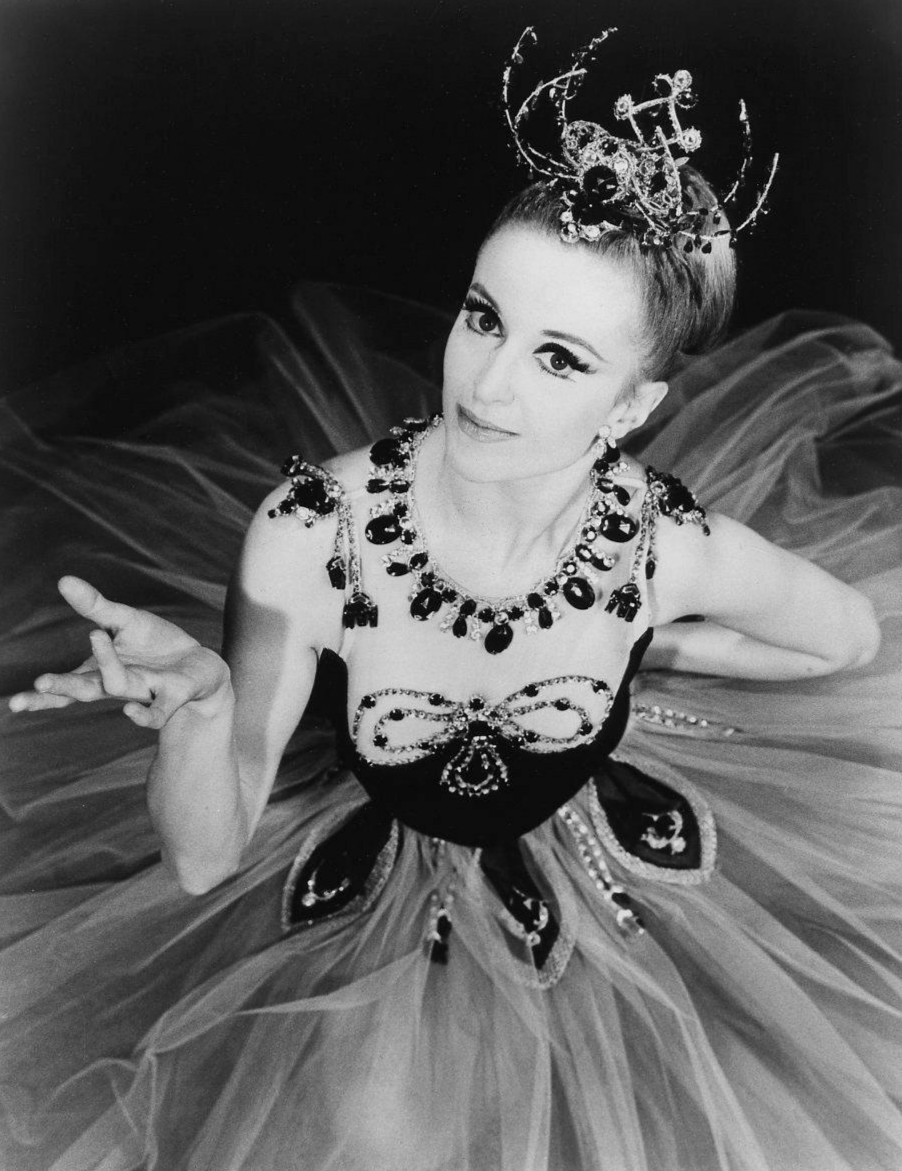
Виолетт Верди

- Асламас, Алексей Анисимович (56) — российский дирижёр и пианист, заслуженный деятель искусств России; сын композитора Анисима Асламаса[253].
- Бенсе, Амелия (101) — аргентинская актриса театра, кино и телевидения[254].
- Бенцони, Жюльетта (95) — французская писательница, работавшая в жанре исторического любовного романа[255].
- Верди, Виолетт (82) — американская балерина, педагог и деятель хореографии французского происхождения[256] Архивная копия от 14 марта 2016 на Wayback Machine.
- Дизли, Джон (87) — британский легкоатлет, бронзовый призёр летних Олимпийских игр в Хельсинки (1952)[257].
- Дункан, Джонни (92) — американский актёр[258].
- Заходин, Марк Ефимович (59) — советский и латвийский футбольный тренер, главный тренер рижского «Сконто» (1991—1992) (о смерти объявлено в этот день)[259].
- Крутик, Александр Борисович (70) — российский экономист, доктор экономических наук, профессор, заслуженный деятель науки РФ[260].
- Монченко, Владислав Иванович (84) — украинский зоолог, заслуженный деятель науки и техники Украины[261].
- Очагавия, Эмиляно Лоренсович (70) — советский и российский театральный актёр, артист Костромского государственного драматического театра им. А. Н. Островского (с 1977 года), народный артист Российской Федерации (1999)[262].
- Рой, Алексей Хрисанфович (93) — участник Великой Отечественной войны, войсковой разведчик, гвардии старшина, Герой Советского Союза (1946)[263].
- Стоув, Уильям (75) — американский гребец академического стиля, чемпион летних Олимпийских игр в Токио (1964)[264].
- Фазли, Нида (77) — индийский поэт[265].
- Форстер, Маргарет[англ.] (77) — британская писательница[266].
- Хадис, Норман (93) — британский сценарист[267].

## 7 февраля

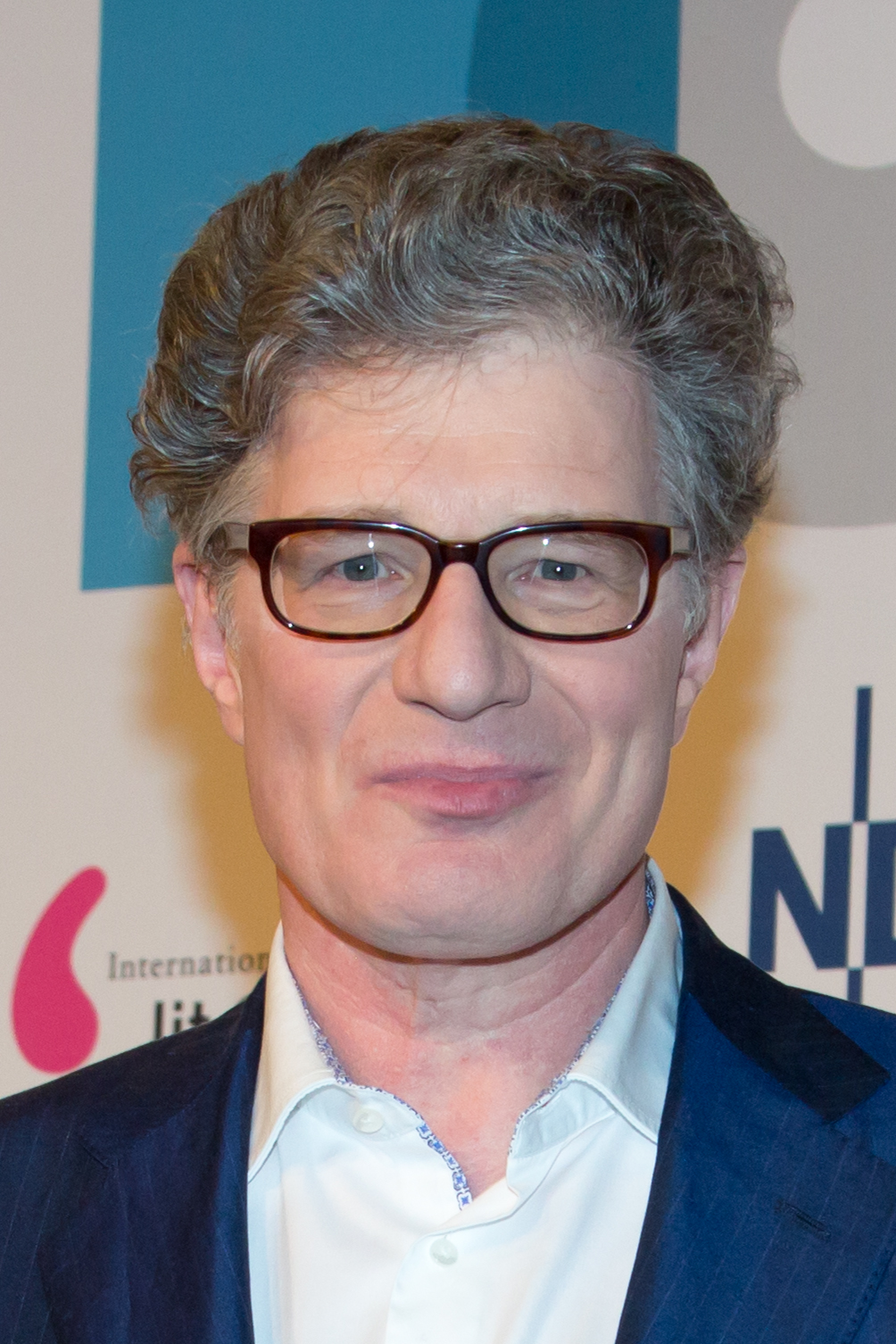
Роджер Виллемсен

- Виллемсен, Роджер (60) — немецкий писатель[268].
- Глэйз, Эндрю (95) — американский поэт[269].
- Деметер-Чарская, Ольга Степановна (101) — российская цыганская поэтесса, писательница, специалист в области цыганской культуры и традиций, заслуженная артистка Российской Федерации[270].
- Деспотопулос, Константинос (102) — греческий философ, преподаватель и государственный деятель, министр образования и религии (1989—1990)[271].
- Заневский, Юрий Вацлавович (77) — советский и российский физик-ядерщик, доктор технических наук, профессор, главный научный сотрудник ЛФВЭ Объединённого института ядерных исследований (ОИЯИ)[272].
- Мухачёв, Борис Иванович (84) — советский и российский историк, доктор исторических наук, профессор[273].
- Фараджев, Владимир Львович (79 или 80) — советский и российский кинодраматург и сценарист (похороны состоялись в этот день)[274].
- Халипов, Вячеслав Филиппович (85) — советский организатор военной науки, заслуженный деятель науки Российской Федерации, доктор философских наук, генерал-майор авиации в отставке[275].

## 6 февраля

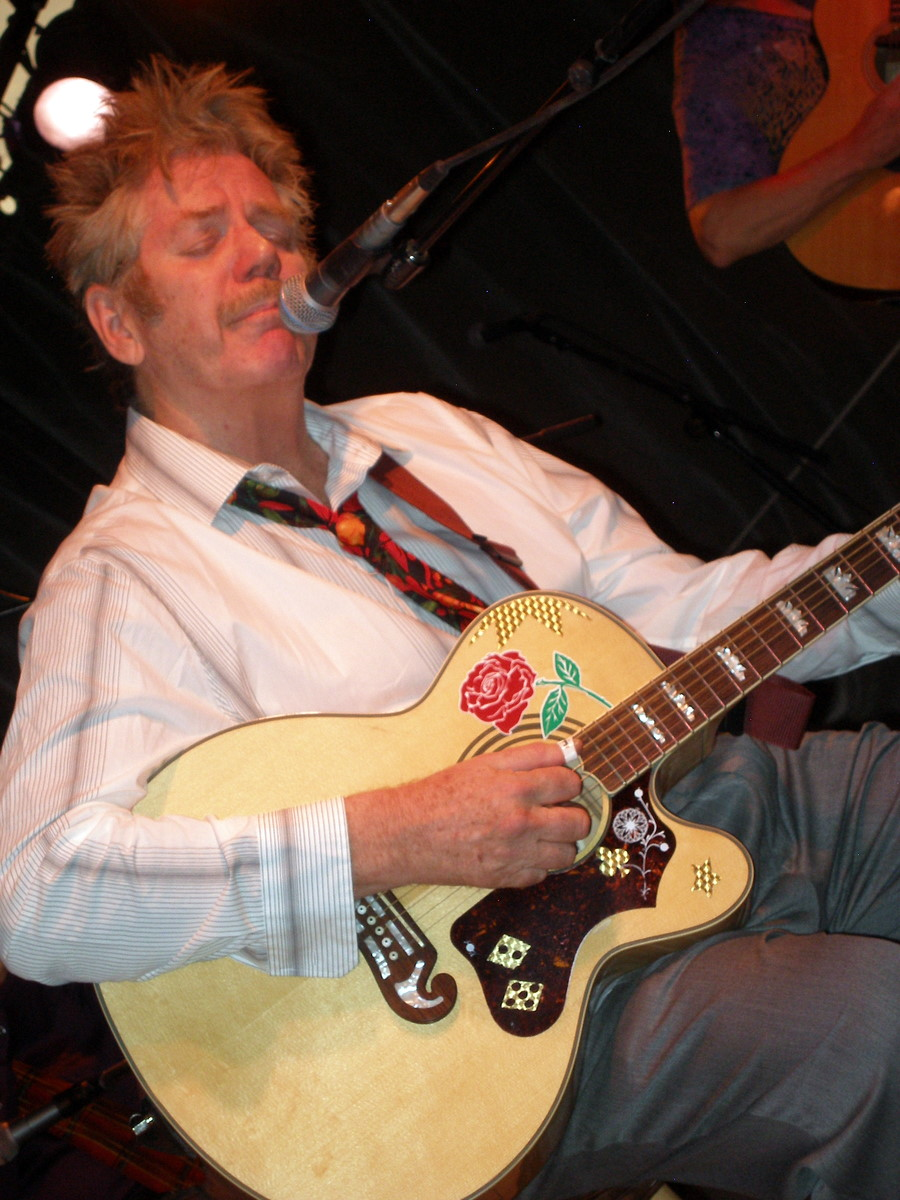
Дэн Хикс

- Браун Гиллс (73) — канадский певец[276].
- Джерсон, Дэниел (49) — американский сценарист («Корпорация монстров», «Университет монстров»)[277].
- Иванов, Станислав Георгиевич (80) — советский и российский военачальник, заместитель главнокомандующего ВВС России (1992—1995), генерал-полковник авиации (1991) в отставке, заслуженный военный лётчик Российской Федерации[278].
- Манолов, Петр (75) — болгарский поэт и диссидент[279].
- Парзен, Эмануэль (86) — американский статистик, автор ядерной оценки плотности, известной как «окно Парзена»[280].
- Спенс, Сэм (88) — американский композитор[281].
- Уолли, Эдди (83) — бельгийский певец[282].
- Хикс, Дэн (74) — американский автор-исполнитель[283].

## 5 февраля

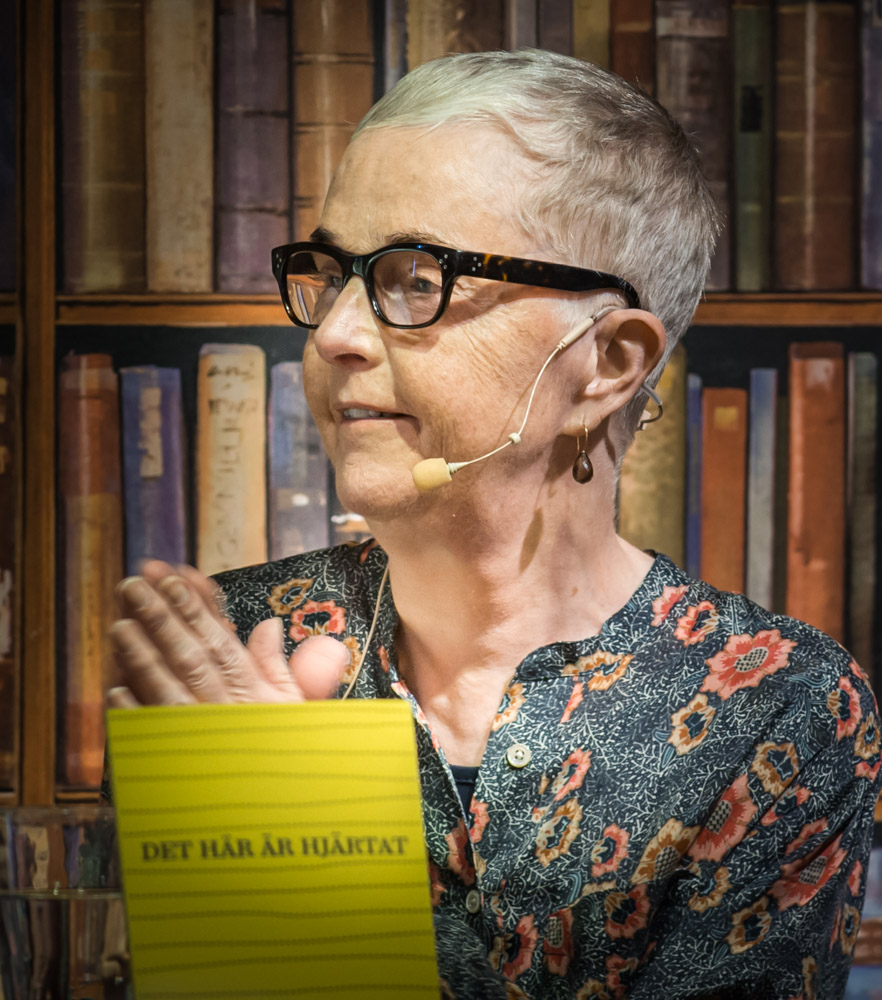
Бодил Мальмстен

- Колкорд, Рэй (66) — американский композитор[284][285].
- Мальмстен, Бодил (71) — шведская писательница[286].
- Саддики, Тайеб (77) — марокканский писатель.
- Салтанов, Александр Иосифович (77) — советский и российский онколог, заведующий отделением анестезиологии и реанимации НИИ детской онкологии и гематологии РОНЦ им. Н. Н. Блохина (с 1998 года), член-корреспондент РАН (2014; член-корреспондент РАМН с 2002), заслуженный деятель науки Российской Федерации (2002)[287].
- Титов, Владимир Фёдорович (77) — советский и российский философ, доктор философских наук, профессор философского факультета МГУ имени М. В. Ломоносова[288].
- Херст, Джон (73) — австралийский историк[289].
- Чигинцев, Алексей Ильич (76) — бригадир горнорабочих очистного забоя шахты «Большевик» (Кемеровская область), Герой Социалистического Труда (1985)[290].

## 4 февраля

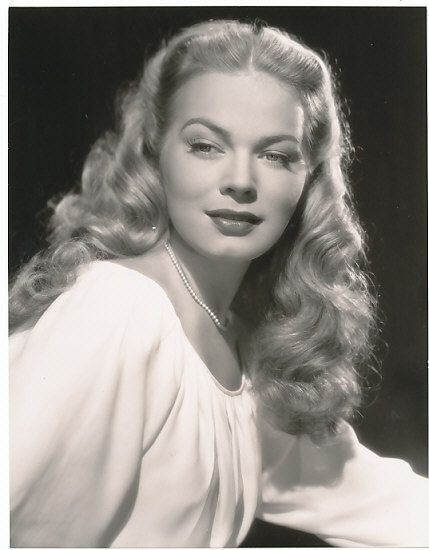
Кристин Миллер

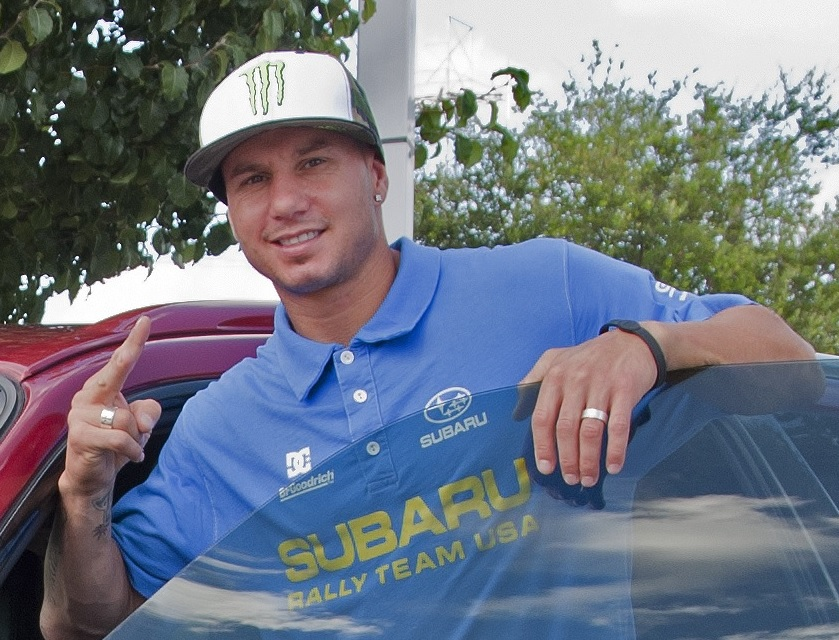
Дейв Мирра

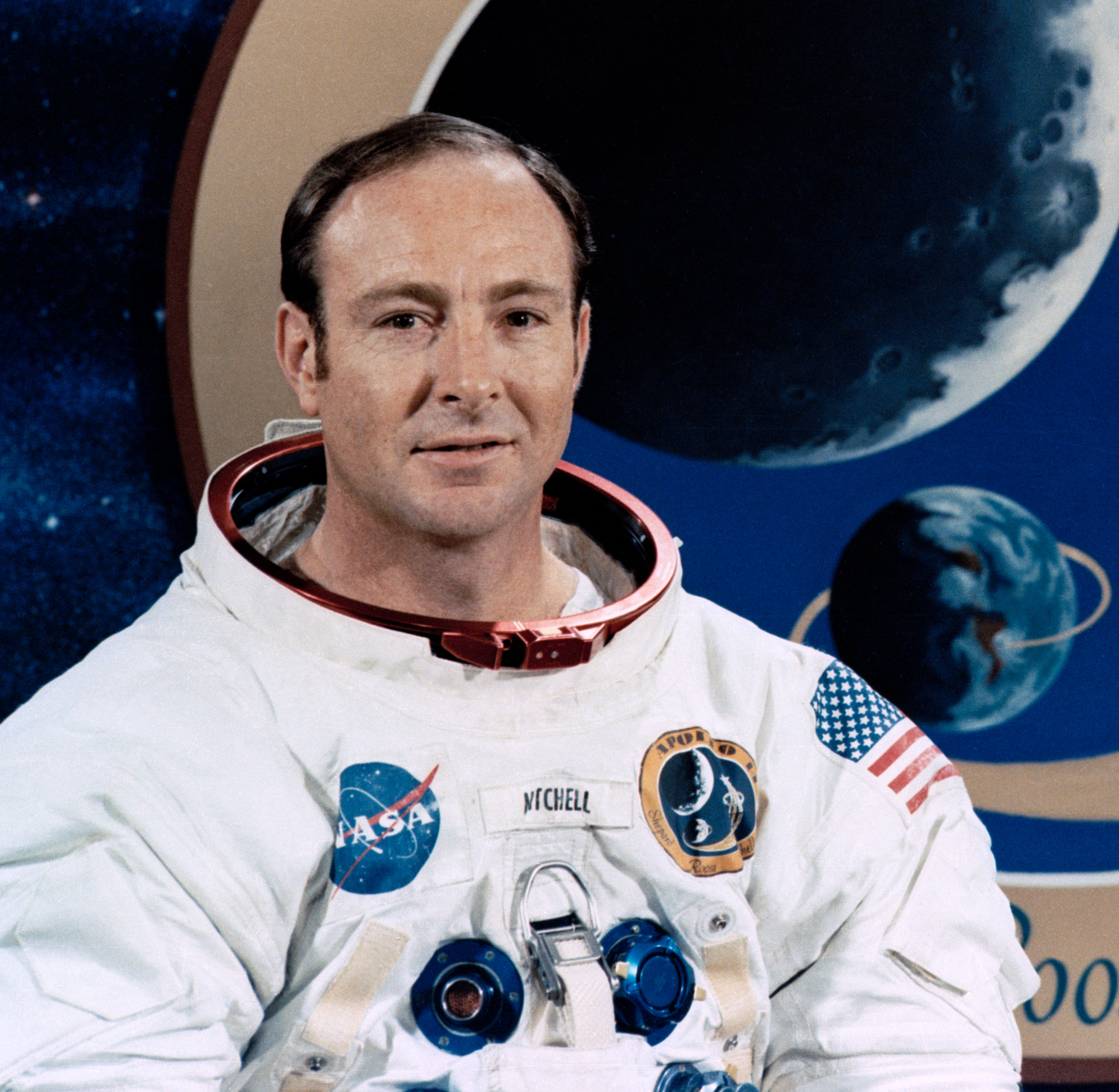
Эдгар Митчелл

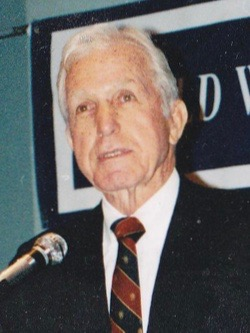
Эдгар Уитком

- Бассет, Лесли (93) — американский композитор, лауреат Пулитцеровской премии за выдающееся музыкальное произведение (1966)[291].
- Бен-Сира, Яаков (88) — израильский актёр театра и кино[292].
- Гаскилл, Уильям (85) — британский театральный режиссёр, номинант премии «Тони» за лучшую режиссуру пьесы (1959)[293].
- Дауэлл, Джо (76) — американский певец[294].
- Ерёменко, Леонид Филиппович (91) — советский и российский физиолог, ректор Оренбургского государственного медицинского института (1973—1977)[295].
- Жусуев, Сооронбай Жусуевич (90) — советский и киргизский поэт, Герой Киргизской Республики (2007), народный поэт Киргизской ССР (1981), лауреат Государственной премии имени Токтогула (1998)[296].
- Зенфт, Харо (87) — немецкий режиссёр, лауреат Берлинского кинофестиваля (2012)[297][298].
- Игрунов, Николай Стефанович (83) — советский партийный деятель, второй секретарь ЦК Компартии Белоруссии (1987—1990), народный депутат СССР[299].
- Кан, Альфред (93) — американский композитор и органист[300].
- Киселёв, Фёдор Львович (75) — советский и российский вирусолог, член-корреспондент РАН (2014; член-корреспондент РАМН с 2005), брат академика Льва Киселёва[301] Архивная копия от 12 марта 2016 на Wayback Machine.
- Леонтьева, Галина Александровна (74) — советская волейболистка, двукратная олимпийская чемпионка (1968, 1972)[302].
- Машин, Александр Фёдорович (62) — советский и российский футболист, защитник команды «Рубин» (Казань) (1972—1985)[303].
- Миллер, Кристин (90) — американская актриса (о смерти объявлено в этот день)[304].
- Мирра, Дейв (41) — американский велосипедист-экстремал, неоднократный призёр Всемирных экстремальных игр; самоубийство[305].
- Митчелл, Эдгар (85) — американский астронавт, член экипажа «Аполлона-14»; шестой человек, побывавший на Луне[306].
- Морс, Джереми (87) — британский банкир и деятель образования, канцлер Бристольского университета (1989—2003)[307].
- Наливайчук, Дмитрий Михайлович (62) — советский и украинский киноактёр[308].
- Прухницкий, Ежи (85) — польский актёр[309][310].
- Сёдерблум, Ульф (85) — финский дирижёр, главный дирижёр Финской национальной оперы (1973—1993)[311].
- Слоун, Дэвид (74) — североирландский футболист, полузащитник[312].
- Уитком, Эдгар (98) — американский государственный деятель, губернатор Индианы (1969—1973)[313].
- Хэскелл, Джимми (79) — американский композитор, лауреат премий Грэмми и Эмми[314].

## 3 февраля

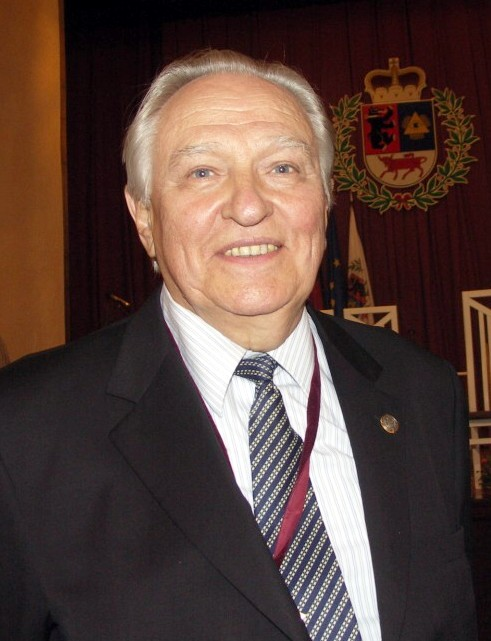
Саулюс Сондецкис

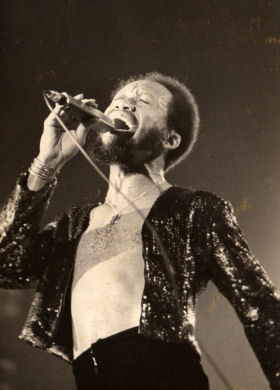
Морис Уайт

- Альба Солис (88) — аргентинская актриса и певица[315].
- Аляски, Джо (63) — американский актёр[316].
- Васильева, Мария Васильевна (89) — советская певица и работник телевидения.
- Джакхар, Балрам (92) — индийский государственный деятель, спикер Лок сабха (1980—1989)[317].
- Завьялова, Александра Семёновна (79) — советская и российская киноактриса («Тени исчезают в полдень»)[318].
- Каса, Йожеф (70) — сербский государственный деятель, заместитель премьер-министра (2001—2004)[319].
- Кассельман, Джейн (55) — американская оперная певица[320].
- Киселёв, Борис Николаевич (72) — советский и российский актёр, народный артист Российской Федерации (1994)[321].
- Мамат, Суат (85) — турецкий футболист, игрок национальной сборной, участник чемпионата мира по футболу (1954)[322] Архивная копия от 4 февраля 2016 на Wayback Machine.
- Парыгин, Юрий Васильевич (75) — советский хоккеист, советский и российский тренер, заслуженный тренер РСФСР (хоккей с мячом)[323].
- Постников, Валерий Викторович (70) — советский и российский хоккеист и тренер по хоккею с шайбой, заслуженный тренер России (1992)[324].
- Райли, Джон Патрик (95) — американский хоккеист и тренер, член Зала славы ИИХФ[325].
- Ском, Эдит (86) — американская писательница[326].
- Сондецкис, Саулюс (87) — советский и литовский скрипач, дирижёр, педагог, народный артист СССР (1980)[327].
- Уайт, Морис (74) — американский музыкант, основатель группы Earth, Wind & Fire[328].
- Фаррен, Марк (33) — ирландский футболист, лучший футболист Ирландии (2005)[329].
- Янишевский, Михал (88) — польский военачальник и государственный деятель ПНР, начальник канцелярии президента Польши (1989—1990)[330].

## 2 февраля

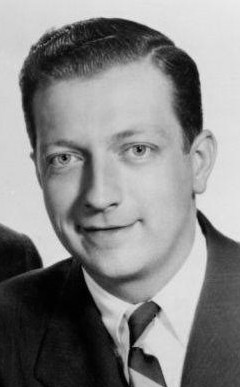
Боб Эллиот

- Векшин, Анатолий Иванович (85) — советский и российский артист цирка, народный артист Российской Федерации (1996)[331].
- Голованов, Дмитрий Андреевич (84) — советский журналист, один из создателей программы «Время»[332].
- Лампрейя, Луис Фелипе (74) — бразильский дипломат и государственный деятель, министр иностранных дел Бразилии (1993 и 1995—2001)[333].
- Ланди, Альдо Буфи (92) — итальянский актёр[334][335].
- Маргелов, Геннадий Васильевич (84) — советский и российский военный деятель, генерал-майор в отставке, сын Василия Маргелова[336].
- Серран, Хуан Карлос (62) — мексиканский актёр аргентинского происхождения («Дикая Роза», «Просто Мария», «Наперекор судьбе»), сепсис[337].
- Фундора Лопес, Орландо (89) — кубинский революционер и общественный деятель, президент Всемирного совета мира (2002—2008)[338]
- Хуссейн, Интизар (92) — пакистанский писатель[339].
- Эллиотт, Боб (92) — американский актёр, отец Криса Эллиотта, дедушка Эбби Эллиотт[340].

## 1 февраля
- Бакли, Смит (94) — канадский бизнесмен, президент Buckley's[341].
- Банч, Джон (45) — американский певец и автор песен[342].
- Бератлыгиль, Али (84) — турецкий футболист, игрок национальной сборной, участник чемпионата мира по футболу (1954)[343].
- Велкаверх, Душан (72) — словенский поэт-песенник[344].
- Гутьеррес, Мигель (84) — мексиканский футболист участник чемпионата мира по футболу (1958)[345].
- Макгэрри, Келли (32) — новозеландский горный велосипедист[346].
- Мехиа Викторес, Оскар Умберто (85) — гватемальский военный и государственный деятель, бригадный генерал; президент Гватемалы (1983—1986)[347].
- Пауэлл, Хайме (63) — аргентинский палеонтолог, впервые описавший эолозавра[348].
- Тененбаум, Мануэль (81) — аргентинский историк и общественный деятель, глава Латиноамериканского еврейского конгресса (1978—2007)[349].
- Тютюнник, Анатолий Ефимович (80) — советский и украинский кинорежиссёр[350].
- Уайтли, Питер (95) — британский военный и государственный деятель, лейтенант-губернатор Джерси (1979—1985)[351].
- Фолерос, Пол (62) — австралийский архитектор[352].